# Nederlanders
Nederlanders (Nederlander, het Nederlandse volk) zijn de inwoners van Nederland. Zij zijn een Europees volk gaan vormen tussen 1579 en 1795, toen de Nederlandse staat ontstond. Het begrip Nederlanders kent meerdere definities. Sommige hiervan staan los van elkaar, andere zijn verwant of deels overlappend. Hieronder worden deze verschillende begrippen gedefinieerd.

## Nederlandse nationaliteit
De Rijkswet op het Nederlanderschap regelt wie Nederlander is. Gelijkwaardige termen zijn Nederlands staatsburger, Nederlands onderdaan (maar zie ook onder), en iemand met de Nederlandse nationaliteit.
In de meeste andere landen (bijvoorbeeld België of Spanje) wordt het woord nationaliteit, of een vertaling van dat woord, meer gebruikt voor een begrip dat dichter bij etniciteit ligt. In Nederland wordt het staatsburgerschap in de regel verkregen door geboorte. Hoofdregel van de Rijkswet op het Nederlanderschap is een beperkte toepassing van jus sanguinis: iemand is Nederlander, als op het moment van geboorte een van de ouders Nederlander is. Daarnaast kan het staatsburgerschap ook door naturalisatie worden verkregen. Men kan het Nederlands staatsburgerschap verliezen wanneer men vrijwillig het staatsburgerschap van een ander land aanneemt. Dienst nemen in een vreemde krijgsmacht kan eveneens tot verlies van de Nederlandse nationaliteit leiden, indien daarbij tevens krijgshandelingen tegen het Nederlandse belang zijn gericht. Dat men bij een veroordeling tot een gevangenisstraf het staatsburgerschap zou kunnen verliezen was een misverstand, dat berustte op verwarring met de straf van ontzetting uit het kiesrecht, waartoe men wél veroordeeld kan worden. Door veranderde wetgeving kan in het geval van zware misdrijven (of zelfs bij verdenking daarvan) het staatsburgerschap wel worden ontnomen; dit geldt in de praktijk voor Nederlanders die bij de strijd in Irak/Syrië aan de kant van Islamitische Staat meevechten.

### Onderdaanschap
Nederlanders zijn tevens Nederlands onderdaan. Het omgekeerde geldt tegenwoordig ook, maar in het verleden waren er Nederlandse onderdanen die geen Nederlander waren.
In voormalig Nederlands-Indië gold dit voor inlanders. Dit was geregeld in de Wet op het Nederlands onderdaanschap (Wet van 10 februari 1910, Stb. nr. 55). In 1927 werd deze ook van toepassing op Suriname en Curaçao en Onderhorigheden. Vanaf 1949 was deze niet meer van toepassing op het zelfstandig geworden Indonesië, maar nog wel op Nederlands-Nieuw-Guinea. Na de invoering van het Statuut voor het Koninkrijk der Nederlanden in 1954 waren er alleen nog onderdanen-niet-Nederlanders in Nederlands-Nieuw-Guinea. Na de overdracht aan Indonesië in 1962/'63 was er geen apart begrip "onderdaan" meer.
Na de politionele acties en de erkenning van de onafhankelijkheid van Indonesië in 1949 kreeg Nederland te maken met een grote groep Molukkers die staatloos waren. Doordat zij in het KNIL gediend hadden aan de zijde van de Nederlanders, konden zij niet in Indonesië blijven. In Nederland echter wilden zij de Nederlandse nationaliteit niet aannemen, omdat zij wilden vasthouden aan een terugkeer naar de onafhankelijke Republiek der Zuid-Molukken. In 1976 werd door middel van een speciale wet (Wet betreffende de positie van Molukkers) geregeld dat de Molukkers recht hadden op een Nederlands paspoort, maar zij hun staatloosheid niet hoefden op te geven.
Het begrip onderdaan wordt nog wel gebruikt in internationaal verband, bijvoorbeeld in de term gemeenschapsonderdaan.

## Nederlandse volk
Met volk kan, afhankelijk van context, zowel naar de Nederlandse natie (dat wil zeggen de gehele bevolking van Nederland) of mensen met de Nederlandse etniciteit verwijzen. Hoewel het woord in de omgangstaal vrij vaak voorkomt wordt de term in het wetenschappelijk veld doorgaans gemeden vanwege de onduidelijke en vaak vage betekenis.

## Nederlandse natie
Het begrip natie is abstract, en werd geïntroduceerd tijdens het tijdperk van het Romantisch nationalisme aan het eind van de 18e eeuw. Een natie kan bestaan uit vrijwel één enkele etniciteit, Japan en IJsland zijn moderne voorbeelden, of meerdere, waarbij gedacht kan worden aan bijvoorbeeld de Volksrepubliek China of de Verenigde Staten. Vaak is het zo dat één ethnos cultureel (vaak inclusief taal) dominant is. Ook in Nederland bestaat de natie uit meerdere etniciteiten, waarbij de Nederlandse het meest dominant is. Voor een persoon behorende tot de dominante etniciteit binnen een natie zijn de scheidslijnen tussen zijn of haar natie en etniciteit vaak moeilijk te onderscheiden, wat voor begripsverwarring kan zorgen. In tegenstelling tot etniciteit, legt het begrip natie meer de nadruk bij een land of staat. Een Fries bijvoorbeeld, voelt zich doorgaans een volwaardig lid van het Nederlandse volk (natie), maar kan zich tegelijkertijd ook tot het Friese volk (etniciteit) rekenen.

## Autochtone Nederlanders
Soms wordt met de term Nederlander gedoeld op een autochtone inwoner van Nederland, dus een persoon die in Nederland geboren is. Dit gebruik van het woord komt zowel onder allochtone als autochtone Nederlanders voor. Daarbij moet worden opgemerkt dat deze betekenis eigenlijk meer verwantschap heeft met het begrip (Nederlandse) etniciteit en deze term wordt dan ook in de omgangstaal ook wel gebruikt in zin van mensen behorende tot de Nederlandse etniciteit, hoewel dit niet geheel correct is. De termen autochtoon en allochtoon zijn politiek van aard; en een autochtoon is niet per se een etnisch Nederlander, en omgekeerd.

## Nederlandse etniciteit
De Nederlandse etniciteit is in de loop der eeuwen voortgekomen uit het opbouwen van een gezamenlijke cultuur op ruwweg het huidige grondgebied van de Nederlandse staat. Doorgaans worden mensen met de Nederlandse etniciteit simpelweg Nederlanders genoemd. Dat kan verwarring scheppen met de term in de zin van 'Nederlands staatsburgers'.
Nederlanders (in etnische zin) zijn onderling verbonden door een vermeende gemeenschappelijke geschiedenis, cultuur, taal en afstamming, al moet worden opgemerkt dat gemeenschappelijk hierin geen synoniem is van identiek. Etniciteit is niet aan de Nederlandse landgrenzen gebonden. Problematisch is in dit verband de vraag of de Nederlandse etniciteit zich ook uitstrekt tot de Nederlandstalige inwoners van het huidige België dat sinds 1831 een apart land vormt maar waar wel het Nederlands een van de standaardtalen is.

## Geschiedenis

### Vorming Nederlandse etniciteit

#### Prehistorie

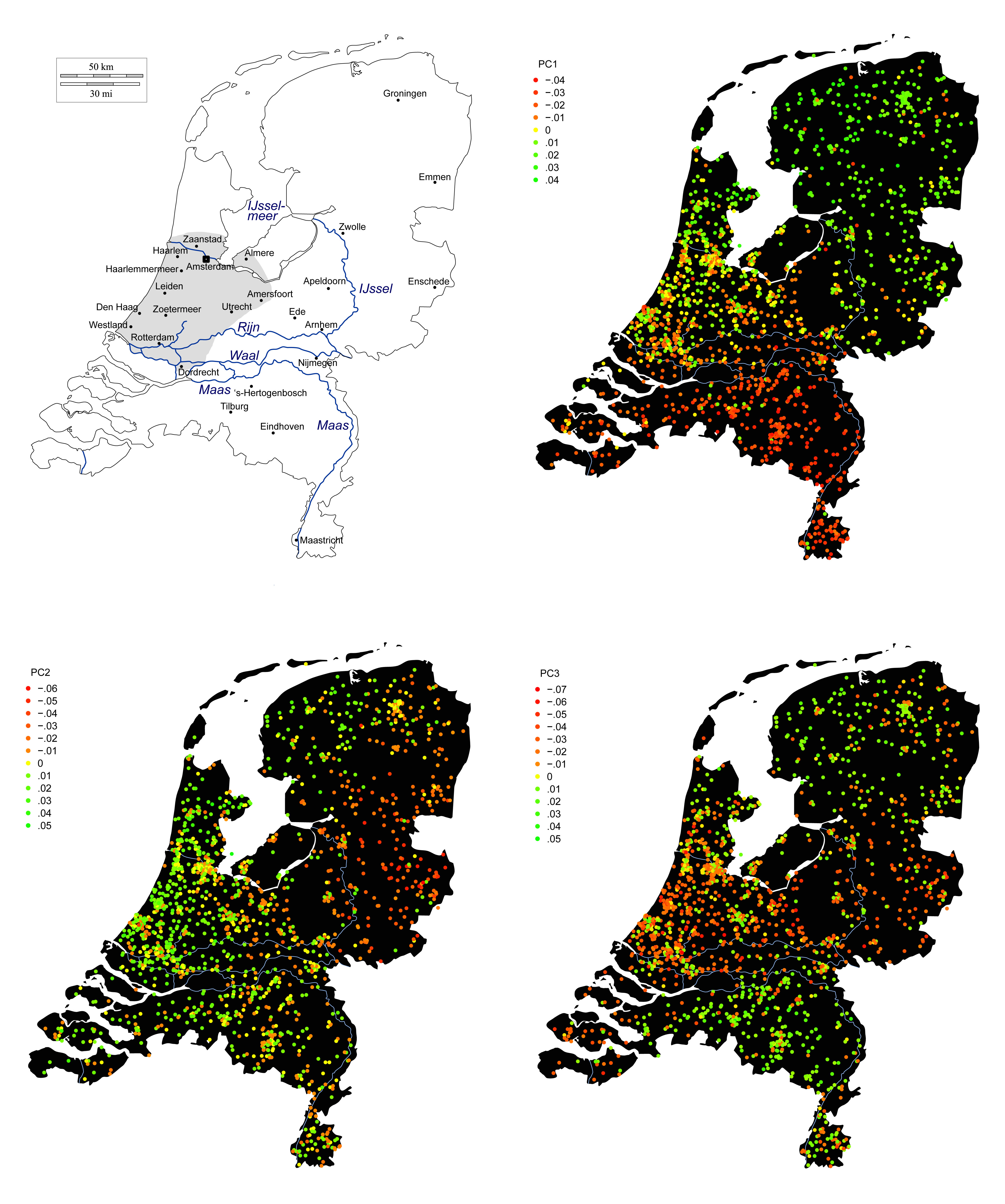
De drie grootste patronen (PCA) van de genetische variatie (SNP) in Nederland (grijs: Randstad) bij een onderzoek onder ca. 4000 inwoners.

Al in de Oude Steentijd is Nederland door mensen bevolkt geraakt. De oudste mensen waarvan op Nederlands grondgebied vondsten zijn gedaan, waren de Neanderthalers. Het is omstreden in hoeverre de huidige bevolking hiervan nog afstamt. Nog in dit Paleolithicum kwam 35.000 jaar geleden de moderne mens West-Europa binnen, vermoedelijk als kleine groepen jager-verzamelaars. Zo'n zevenduizend jaar geleden, in de Nieuwe Steentijd, drong de landbouw in onze streken door, wellicht vanuit Klein-Azië. Het is een wetenschappelijk twistpunt of dit slechts gebeurde door cultuuroverdracht, of dat in het Neolithicum de Klein-Aziatische boeren zelf meekwamen. Meestal wordt aangenomen dat beide verschijnselen zich voordeden. Vooral aan de kusten van Noordzee en Oostzee zouden de jager-verzamelaars zich hebben weten te handhaven. Dat blijkt namelijk door genetisch onderzoek naar haplogroepen. In oktober 2008 is bijvoorbeeld een onderzoek onder diverse groepen scholieren naar de genetische oorsprong van de huidige Nederlanders gedaan: "Het Genoom van Nederland". Daaruit bleek dat ongeveer driekwart een noordelijke groep vertegenwoordigde en een kwart een zuidelijke groep. Dat geeft een mogelijke indicatie voor het aandeel van de jager-verzamelaars en de immigrerende boeren in het voorouderschap van de huidige populatie Nederlanders. Nog steeds bestaan er genetische verschillen tussen de populaties ten noorden en ten zuiden van de grote rivieren, maar die kunnen ook veroorzaakt zijn door een relatief recente isolatie door godsdienstige tegenstellingen tussen katholieken en protestanten.

#### Oudheid en vroege middeleeuwen
De vorming van de Nederlandse etniciteit, zoals bij alle etniciteiten, was er een van geleidelijke ontwikkeling. Vaak laat men dit proces aan het einde van de Grote Volksverhuizing beginnen, als het West-Romeinse Rijk is opgehouden te bestaan. De Lage Landen worden dan bewoond door drie Germaanse volken, de Friezen in het westen en noorden, Franken in het zuiden en de Saksen in het oosten. De Franken ontwikkelen zich tot het dominantste volk. In het zuiden dat tot het Romeinse Rijk behoorde vermengen zij zich met de eerdere bewoners: de geromaniseerde Kelten en Romeinen. Meestal waren die laatsten veteranen uit het Romeinse leger, afkomstig uit het hele Romeinse Rijk, die na hun diensttijd hier bleven wonen. In de loop van de 8e eeuw werden de Friezen en Saksen in een reeks oorlogen door de Franken onderworpen en behoorde heel het grondgebied van de Lage Landen tot het Frankische Rijk.

De Frankische kolonisatie

Ten tijde van de volksverhuizing en de ineenstorting van het West-Romeinse Rijk vormen de Friezen, Franken en Saksen, die zelf ook bestonden uit een verzameling van vele stammen, geen duidelijk onderscheidbare cultuur ten opzichte van elkaar. De eerste ontwikkeling die nu nog kan worden nagegaan was die van de taal. Tijdens de volksverhuizingen trok een veelvoud van stammen door Europa, waarbij verschillende (sub)stammen zich constant bij andere aansloten of hiervan afsplitsten. Voor de Germaanse oertaal hield dit in dat de hoge mate van wederzijdse verstaanbaarheid tussen de verschillende dialecten in stand bleef. Dit begon te veranderen toen de Germaanse stammen in de Lage Landen hun seminomadische bestaan opgaven en zich permanent gingen vestigen. De interactie, en daarmee de vermenging van cultuur en taal, tussen de Germaanse stammen werd minder. Onder hun dialecten kunnen we de voorlopers aanwijzen van de veel latere standaardtalen. Die oude dialectgroepen duidt men daarom aan als Oudfries, Oudengels, Oudsaksisch, Oudhoogduits — hoewel in de vroege middeleeuwen zelf op het continent nog geen Germaanse standaardtalen bestonden. Onder de Salische Franken ontstaat de dialectgroep van het Oudnederfrankisch, en de westelijke dialecten daarvan noemt men wel het Oudnederlands omdat ze een belangrijke bijdrage zouden leveren aan de ontwikkeling van de Nederlandse standaardtaal.

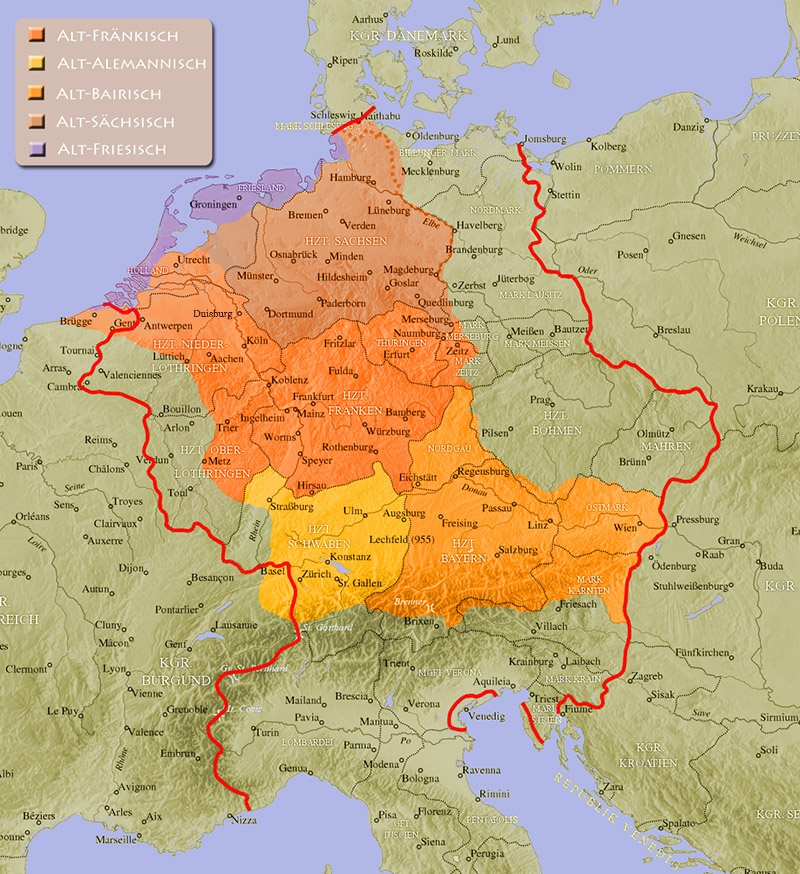
De Nederfrankische dialecten (licht roze) vorm(d)en de meest westelijke zone van de West-Germaanse dialecten

Een belangrijke bijkomende ontwikkeling van het permanent vestigen van de Germanen is het uiteenvallen van de stammenstructuur. De Franken namen veel van de oude Romeinse technologie en wijze van bestuur over en behaalden daarmee een voorsprong op de Friezen en Saksen. Toen de Lage Landen deel gingen uitmaken van het Frankische Rijk werden deze overal geïntroduceerd. Men verliet zo het oorspronkelijke tribalisme en ging uiteindelijk over op het feodalisme, dat gebaseerd was op een contractdenken. Dit zou weer een factor zijn in de latere ontwikkeling van het kapitalisme dat zo typerend is voor de Nederlandse cultuur. Het feodale systeem stond ten dele haaks op de ontwikkeling van een aparte etniciteit. Heersers waren niet langer traditionele stamleiders maar wisten door verovering en in toenemende mate koop, huwelijk en vererving heerlijke rechten te verkrijgen over ver uiteen gelegen domeinen, waarvan de lokale bewoners nauwelijks een gezamenlijke identiteit hadden. Zo ontstond in West-Europa een internationale adel met edelen die een sterke band hadden met elkaar doch een zwakke band met hun onderdanen. Dit sloot aan bij de vorming, al tijdens het Romeinse Rijk, van een intellectuele bovenlaag van geestelijken, de Katholieke Kerk.

#### Kerstening
Een belangrijke stap in de ontwikkeling van de drie Germaanse volken naar Nederlanders ligt in hun kerstening. De Frankische koning Clovis I bekeerde zich al in 498 in Reims tot het christendom en dan niet tot het Arianisme zoals bij veel andere Germaanse stammen maar de "orthodoxe" richting van de Kerk van Rome. Hierdoor konden de Frankische koningen het bestuursapparaat van de kerk inzetten. Dit leidde tot een zekere continuïteit met de Romeinse beschaving. Er bleven personen bestaan die konden lezen en schrijven, werken uit de klassieke oudheid bleven bewaard in kloosters en het Latijn was de schrijftaal waardoor de huidige Nederlandse schrijftaal nog steeds het Latijnse alfabet gebruikt.

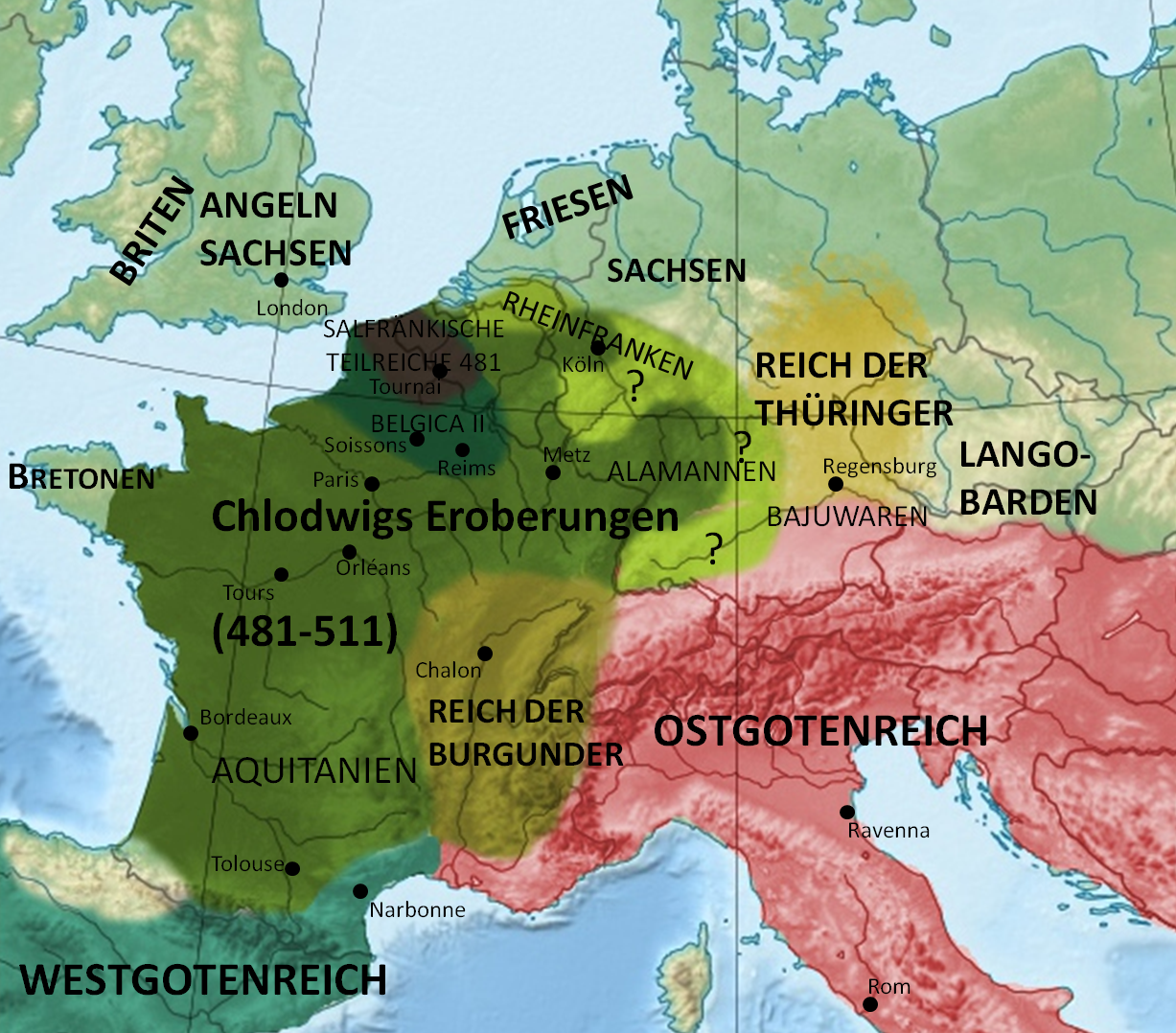
Het rijk van Clovis I

De nauwe banden tussen adel en geestelijkheid kwamen al snel neer op een soort "eenheid van Kerk en Staat". Aanvankelijk was het christendom een zaak van de Frankische elite. Tot begin 8e eeuw zijn er op het platteland van de gouw Toxandrië, ongeveer het huidige Noord-Brabant en destijds Frankisch kerngebied, sporen van een Germaans geloof te vinden. Karel de Grote streefde echter naar een uniforme religie in zijn rijk. Toen hij eind achtste eeuw de Saksen onderwierp, werd hun veelgodendom met militair geweld systematisch uitgeroeid. Desalniettemin bleven elementen van de Germaanse religie bewaard, zoals de namen voor de weekdagen die in het Nederlands, op zaterdag na, allemaal stammen uit de Germaanse mythologie. Vaak is, hoewel de waarheid daarvan door gebrek aan bronnen lastig valt vast te stellen, aan plaatselijke gebruiken, volksverhalen of feesten een Germaanse of zelfs Keltische oorsprong toegedicht.
Het christendom zou een diepgaande invloed hebben op de cultuur en vooral de ethiek. De seksuele moraal werd strikter door een verbod op incest, polygamie, overspel en echtscheiding. Minder succes zou de kerk hebben in het terugdringen van geweld door het uitdragen van de christelijke leer van naastenliefde en pacifisme. Weliswaar werd er overal een eind gemaakt aan bij de oude Germanen nog gangbare mensenoffers, maar de middeleeuwse samenleving bleef zeer gewelddadig en oorlogszuchtig. Tot de jaren zestig van de twintigste eeuw, toen een snel proces van secularisatie inzette, was de christelijke cultuur dominant en vonden maatschappelijke veranderingsprocessen plaats in de context van een ontwikkeling van deze cultuur. Tijdens de Reformatie kwam uit het katholicisme het protestantisme voort en dat leidde tot godsdienstoorlogen die ook de Nederlandse staat zouden voortbrengen.

#### Late Middeleeuwen

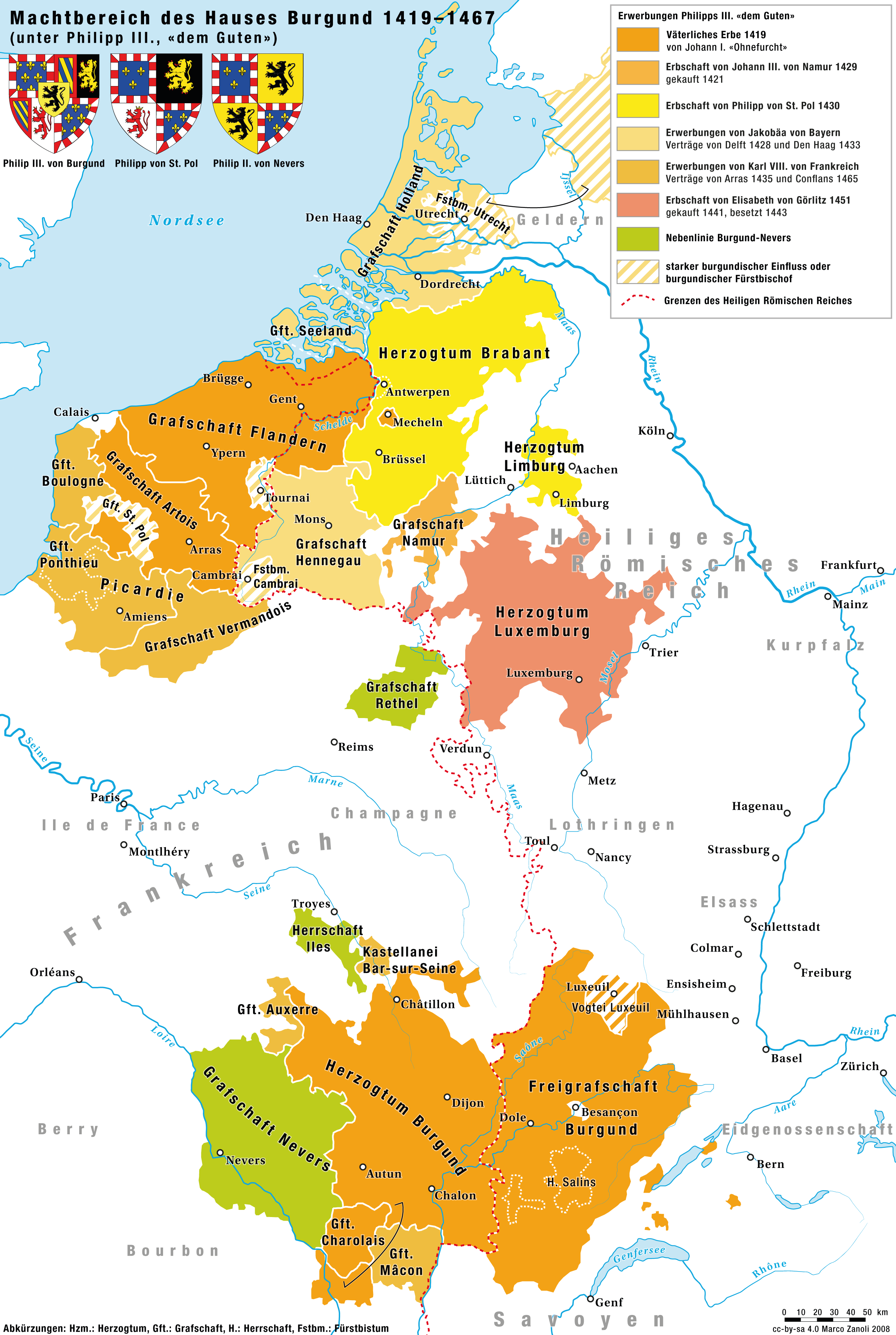
De domeinen van Philips de Goede

Tot de late middeleeuwen waren de ontwikkelingen in de Lage Landen niet fundamenteel afwijkend van die in de rest van het Frankische Rijk. In de twaalfde eeuw echter begon zich door een samenspel van economische en politieke processen in de Nederlanden een duidelijk eigen etniciteit te ontwikkelen. Al in de Romeinse tijd waren er in dit gebied steden geweest, de grootste Tongeren. Tijdens de vroege middeleeuwen waren die klein, maar eerst in het Graafschap Vlaanderen en daarna in het Hertogdom Brabant en het Graafschap Holland, begon rond 1100 een steeds sterkere verstedelijking. Oude steden groeiden en veel nieuwe steden werden gesticht. Binnen enkele eeuwen waren de Nederlanden het meest geürbaniseerde gebied in Europa, op Italië na. Dit was mogelijk door een enorme groei van de handel. Er ontstond naast adel, kerk en boeren een nieuwe klasse, de stedelijke burgerij ofwel bourgeoisie. De stedelijke samenleving was meer egalitair, streefde naar consensus en was vrij tolerant tegenover vreemdelingen teneinde de handel niet te schaden. Er kwam een geïnstitutionaliseerde armenzorg tot stand. De hoge bevolkingsdichtheid en het grote onderlinge contact binnen de cluster van steden in Vlaanderen, Brabant en Holland leidde tot de ontwikkeling van een gemeenschappelijke standaardtaal, eerst met als centrum Brugge, later Antwerpen. Dat laatste maakt ook het vroegmiddeleeuwse Nederfrankisch een meer eenduidige voorloper van het Nederlands: Brugge ligt in Westvlaams gebied met een Saksisch substraat terwijl er in Holland een Fries substraat is.
In de negende eeuw was het Frankische Rijk gespleten en de Lage Landen waren verdeeld geraakt over West-Francië dat Frankrijk werd en Oost-Francië, het latere Heilige Roomse Rijk waaraan de keizerstitel verbonden was. Als rijke grensgebieden wisten de gewesten een hoge mate van politieke zelfstandigheid te bereiken ten opzichte van de keizer en de Franse koning. Men richtte zich cultureel het meest op het toonaangevende Franse hof maar had ook nauwe banden met Engeland. In de vijftiende eeuw verwierf Filips de Goede, de hertog van Bourgondië die Vlaanderen en het Graafschap Artesië geërfd had, ook nog Brabant, Holland, het Graafschap Henegouwen, het Graafschap Zeeland, het Hertogdom Limburg en het Hertogdom Luxemburg, aldus de belangrijkste Nederlanden in een min of meer aaneengesloten gebied onder één heer brengend.

Bij de Bourgondische Kreits is min of meer de oostgrens van het huidige Nederland herkenbaar

Toch is het problematisch uit het samenvallen van een ontluikende etniciteit met een zekere politieke eenheid te concluderen dat er nu al een Nederlands volk aanwezig was. De mensen zagen zichzelf in die tijd, ook in de kerngewesten, niet als Nederlanders maar als Vlamingen, Brabanders of Hollanders. Het Bourgondische machtsgebied was niet simpelweg een voorloper van de huidige Nederlandse staat maar omvatte ook het gebied van het tegenwoordige België, Luxemburg en Noord-Frankrijk. Philips de Goede had evenveel Franstalige als Germaanse streken onder zijn heerschappij en zijn hof in Brussel sprak Frans. Het Standaardnederlands was een schrijftaal die door de stedelijke burgerij voor administratieve doeleinden ingezet werd. Diezelfde burgerij sprak het oude plaatselijke dialect, net als de vele boeren buiten de stad. De kerk gebruikte het Latijn als schrijftaal. Daarbij was er geen duidelijke scheiding met oostelijker gebieden. De culturele invloed op Friese of Nedersaksische streken was beperkt, het zij dan dat door de handelscontacten met de Hanze het Standaardnederlands en de Hanzetaal van Bremen, Hamburg en Lübeck elkaar sterk beïnvloeden. Direct ten zuidoosten van de Nederlanden was er rond Keulen een derde taalstandaard ontstaan, het Hoogduits, in feite voornamelijk op Middelduitse dialecten gebaseerd en met grote invloed in Limburg, de Keulse expansie. De verschillende etniciteiten hadden zich aldus nog lang niet geconsolideerd en politieke ontwikkelingen in de zestiende eeuw zouden bepalen wat de uitkomst zou zijn van deze dynamische situatie.

#### De Republiek

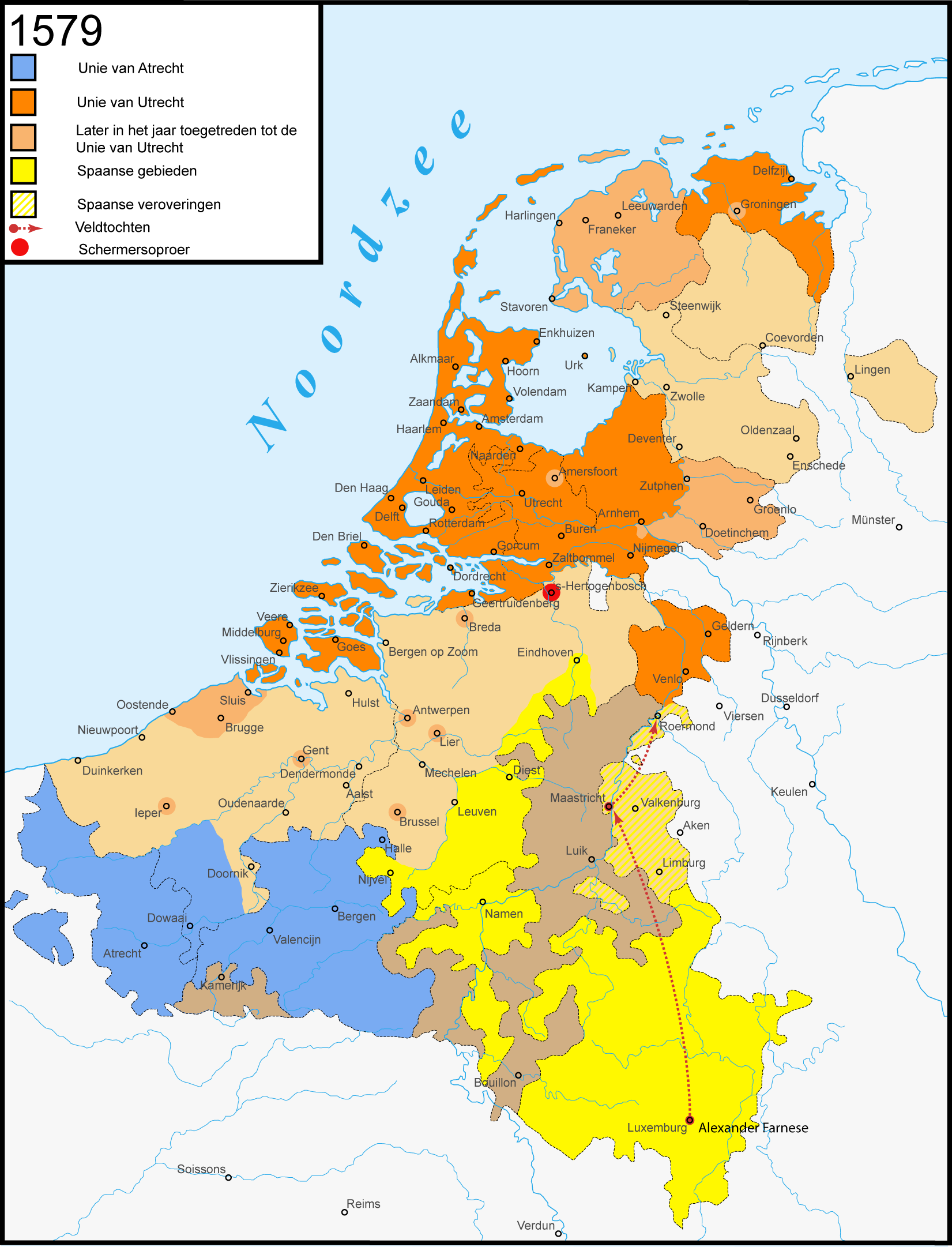
De Unie van Utrecht

Er ontstond in de Nederlanden een grote spanning tussen de processen van verstedelijking en politieke eenwording. De rijke steden wilden zoveel mogelijk hun eigen belang dienen en vrij zijn van overheidsbemoeienis. De landsheer echter wilde het oude systeem van "beden" waarin hij steeds politieke concessies moest doen om geld te krijgen, vervangen door een gecentraliseerd, dus bovengewestelijk, bestuur en belastingheffing. In 1512 en 1548 werden de Nederlanden zoveel mogelijk van het Heilige Roomse Rijk losgemaakt in een Bourgondische Kreits. Daarin lag al een begin van afscheiding van een oostelijker "Duitse" etniciteit. Dergelijke spanningen deden zich in die tijd overal in West-Europa voor, maar werden in de Nederlanden verhevigd door het feit dat de gebieden geërfd waren door de Habsburgers die een enorm imperium bestuurden waarin ze maar weinig oog konden hebben voor de speciale doelstellingen van ieder gewest. Daarbij hadden ze steeds meer fondsen nodig om te strijden tegen Duitse staten die over waren gegaan op het Lutheranisme. Dit protestantisme wilden de Habsburgers in eigen landen de kop indrukken maar de steden in de Nederlanden waren onwillig om de eigen burgerij voor ketterij te vervolgen, ook omdat die burgers intussen vaak over waren gegaan op de radicale protestantse richting van het calvinisme.

De Republiek

In 1566 ontlaadden de spanningen zich in de Beeldenstorm, een golf van gewelddadige onlusten gericht tegen de katholieke kerk. De toenmalige landsheer, Philips II van Spanje, wilde alle verantwoordelijken streng straffen, waaronder de adel maar dat lokte een militaire opstand uit. In 1572 veroverde een groep calvinistische kapers, de Watergeuzen, een deel van Holland dat zo het kerngebied wordt van De Opstand. In 1576 leek het er in de Pacificatie van Gent even op dat er een vredesregeling voor de hele Nederlanden getroffen zou kunnen worden maar in 1579 scheidden de noordelijke gewesten zich de facto af in de Unie van Utrecht. Zo ontstond de Republiek der Zeven Verenigde Provinciën. In 1648 werd die in de Vrede van Münster formeel afgescheiden van het Heilige Roomse Rijk met een grondgebied dat, op Limburg na, ruwweg overeenkwam met de moderne Nederlandse staat.
De jonge Republiek had zich binnen enkele generaties weten op te werken van een bedreigde guerrillabasis tot het per capita rijkste land ter wereld. De trotse en zelfbewuste bevolking voelde zich nu expliciet deel van een aparte etniciteit. Mede door de bloei van de boekdrukkunst kwam er in de terminologie van Benedict Anderson een ingebeelde gemeenschap tot stand, een met een duidelijk zelfbeeld. Dat gevoel werd gerechtvaardigd door er een antieke afkomst bij te verzinnen. Algemeen geloofde men in de Bataafse mythe: dat men afstamde van de Batavieren, waarvan men de heldendaden tegenover een Romeinse bezetter had kunnen nalezen bij Tacitus. De stedelijke cultuur werd versterkt door de dominantie van het calvinisme dat een democratisch kerkbestuur kende, en ijver, properheid en spaarzaamheid voorstond, die nu als typisch Nederlandse deugden werden gezien. De taalkundige eenheid werd vergroot door de nieuwe Statenbijbel die aan alle gewesten een overkoepelende standaard bood die zeer invloedrijk was omdat de meeste calvinistische kinderen leerden lezen en schrijven. Tegelijkertijd gebruikten de Nedersaksische staten ten oosten van de Republiek meestal de Bijbelvertaling van Maarten Luther die in het Hoogduits geschreven was zodat hiermee een sterkere etnische tegenstelling ontstond.
Ook in de Republiek vormden etniciteit en staatsverband echter geen onproblematische eenheid. Om te beginnen was dat staatsverband nog heel los. Men was immers tegen de Habsburgers in opstand gekomen om de oude feodale vrijheden te beschermen tegen een centraal staatsgezag. Er was geen eenheidsstaat maar slechts een confederatie van soevereine gewesten met ieder hun eigen bestuur, wetgeving en munten. Er waren geen staatsburgers: men was poorter van een bepaalde stad. De armen, het stedelijk proletariaat, waren meestal geen poorters en vaak ook uitgesloten van en door de gilden. Ook boeren hadden geen burgerrechten en waren soms nog horigen. Hoewel de invloed van de adel beperkt was, had die toch nog allerlei privileges. Het calvinisme had feitelijk de positie van een staatsgodsdienst en ofschoon de katholieken, een derde van de bevolking, slechts licht vervolgd werden, hadden ze toch te lijden onder een systematische discriminatie. De katholieken woonden voor een groot deel in de Generaliteitslanden die als wingewesten behandeld werden. Joden mochten geen poorter worden, behalve in Amsterdam.

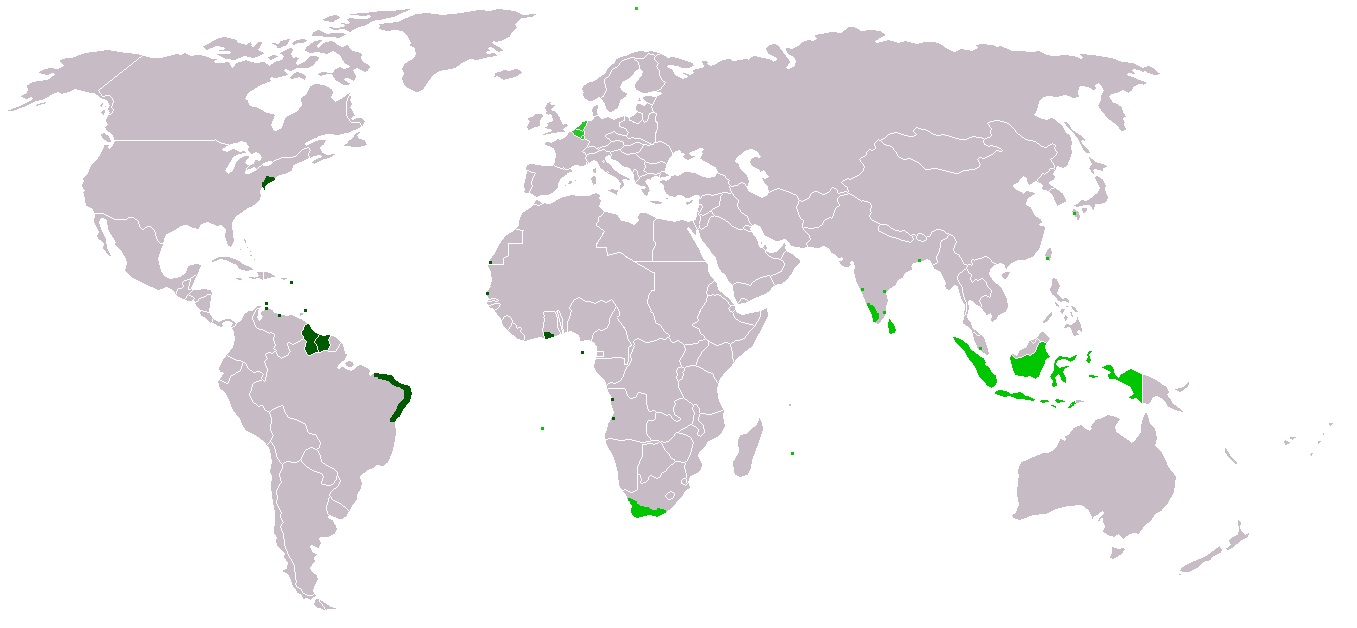
Gebieden die ooit deel waren van het koloniaal rijk

Binnen dit geheel van tegenstellingen was er één beslissende eenheidsfactor: de grote dominantie van het gewest Holland dat wegens zijn rijkdom zijn politieke wensen en cultuur kon opleggen aan de andere gewesten. De Nederlandse republiek zou zo in de zeventiende en achttiende eeuw steeds meer een Hollandse identiteit krijgen. Dat dit niet eenvoudigweg neerkwam op een Hollandse etniciteit, werd verhinderd door het feit dat de cultuurcentra in Holland de steden waren. Een grote stroom Vlaamse en Brabantse vluchtelingen had zich daar op het eind van de zestiende eeuw gevestigd wat de positie van de gemeenschappelijke Nederlandse standaardtaal versterkte. Antwerpen was het handelscentrum van de Nederlanden en daarmee heel Noordwest-Europa geweest; na de Val van Antwerpen in 1585 verplaatsten de kooplui hun activiteiten naar Amsterdam, vanwaar ze een nieuw handelsnetwerk opbouwden dat al snel de hele wereld bestreek. Het internationale karakter van dit project kwam tot uitdrukking in een toestroom van kapitaalkrachtige groepen zoals de Sefardische Joden en de Franse hugenoten maar ook door een gestage instroom van arme arbeidsmigranten uit het Heilige Roomse Rijk, Scandinavië en Polen. Tijdens het bestaan van de Republiek immigreerden een miljoen mensen op een totale bevolking van zo'n twee miljoen. Bij de opbouw van het handelsnetwerk werd een Nederlands koloniaal rijk veroverd. Dit leidde weer tot emigratie vanuit de Republiek naar deze koloniën en de stichting van volkszettingen met althans ten dele een Nederlands etnisch karakter. De etniciteit overschreed nu dus de Europese grenzen van de Republiek.

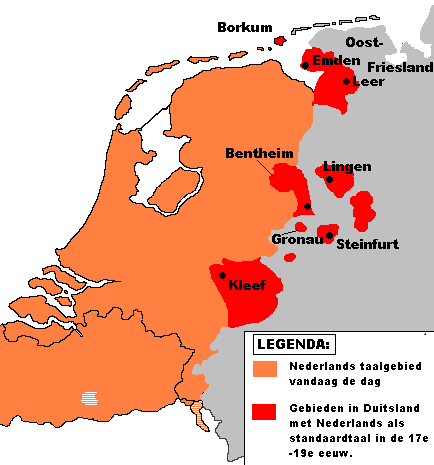
Gebieden ten oosten van de Republiek waar Nederlands de standaardtaal (ambtstaal) was

Die politieke grenzen vielen echter ook niet simpelweg met de geografische begrenzing van de etniciteit samen. Naar het westen toe waren er zeer intensieve contacten met Engeland in een mate dat men wel spreekt van een gemeenschappelijke Anglo-Dutch culture. In 1651 stelde Oliver Cromwell zelfs voor beide landen samen te voegen. In 1688 veroverde Stadhouder Willem III, de kleinzoon van de Britse koning Karel I, Engeland in de zogenaamde Glorious Revolution. De zuidgrens was niet meer dan de toevallige wapenstilstandslijn van 1648, die de gewesten Vlaanderen, Brabant, Gelre en Limburg in tweeën kapte. Dat zou tot een blijvende ambiguïteit leiden: bestond de Nederlandstalige bevolking ten zuiden van de grens uit Nederlanders? Of hadden ze een andere etniciteit omdat ze katholiek waren, onder Spaans of Oostenrijks bestuur stonden en geen Bataaf waren? De grenslijn sloot een belangrijke groep uit die eerder zonder meer als deel van de Nederlanden was beschouwd: de inwoners van de Franstalige gewesten. Maar ze sloot niet de Franse taal uit. Die zou steeds meer invloed krijgen, niet alleen in de Zuidelijke Nederlanden maar ook in de Republiek. Frans verdrong niet alleen geleidelijk het Latijn als taal van de wetenschap, het werd ook de omgangstaal, in woord niet minder dan geschrift, van de elite. Zeker zo ambigu als de zuidgrens was de oostgrens. Gebieden die geen Habsburgs bezit waren geweest, bleven deel uitmaken van het Heilige Roomse Rijk. Er was een reeks enclaves zo ver westelijk als IJsselstein. Hoewel het Hoogduits de Hanzetaal en het Opperduits als standaardtalen verdrong, had het concurrentie van het Nederlands. Gebieden in de invloedssfeer van de machtige en rijke Republiek, zoals Oost-Friesland, het Graafschap Bentheim en het Hertogdom Kleef zouden tot in de negentiende eeuw het Nederlands als standaardtaal (ambtstaal) gebruiken.
In de loop van de achttiende eeuw werd het oude feodale stelsel steeds meer als een keurslijf ervaren. Men voelde zich in de Republiek in toenemende mate deel uitmaken van één volk waarbij een eenvormige wetgeving en bestuur zou passen. Twee politieke bewegingen poogden met dat doel het systeem te hervormen. De patriotten streefden, zoals hun naam al aangeeft, naar een "vaderland" waarvan allen staatsburger zouden zijn. De orangisten wensten een krachtig centraal gezag onder leiding van de Friese tak van het Huis van Oranje die sinds 1747 de erfstadhouders leverde voor de Republiek als geheel. In de praktijk kwam van die doelen weinig terecht. De patriotten vonden de stadhouder te absolutistisch en beriepen zich weer op oude feodale vrijheden. Daarbij behoorden ze tot een klasse, de lagere bourgeoisie, waarvan het hoofdmotief was om de macht over te nemen van de gevestigde stadsbestuurders, de regenten. Hun conflict met de orangisten, die door de armen en boeren gesteund werden, leidde tot een opstand en uiteindelijk tot een militaire interventie door het Koninkrijk Pruisen ten gunste van de stadhouder: de Pruisische inval van 1787. Terwijl de Republiek in het rampjaar 1672 nog grotendeels op eigen kracht een aanval van Engeland en Frankrijk had kunnen afslaan, was het verarmde landje nu een speelbal geworden van de internationale politiek. Het had na de nederlaag in de Vierde Engels-Nederlandse oorlog de koloniën mogen houden om op het continent als een Brits steunpunt te fungeren tegen Frankrijk.
Op het eind van de achttiende eeuw begon zich ook de moderne wetenschap te ontwikkelen. Daarbinnen werd voor het eerst kritisch gereflecteerd op de aard van de Nederlandse etniciteit. De patriot Willem Anthonie Ockerse publiceerde tussen 1788 en 1797 zijn Ontwerp tot eene algemene characterkunde. Ockerse baseerde zich daarin op gedachte van de bloedzuiverheid. Het was hem bekend dat er in de Hollandse steden veel immigranten woonden. Dat zou geleid hebben tot "vermenging van bloed" en de "gevaarlijkste graad van volksverbastering" waardoor de Nederlanders de "Apen van Europa" waren geworden. Deze term verwijst naar de oude misvatting dat apen een soort gedegenereerde mensen zijn. Gelukkig had het onbedorven platteland nog zijn pure Bataafse aard behouden — Ockerse bleef dus nog hangen in de Bataafse mythe.

#### De Franse Tijd

De Bataafse Republiek in 1798

In 1789 brak de Franse Revolutie los die in 1792 leidde tot een Franse Republiek. Engeland, Pruisen en Oostenrijk zagen dat als een zeer gevaarlijke ontwikkeling: ze hadden al sinds 1668 steeds gepoogd de macht van Frankrijk in te perken en nu dreigde de expansiedrang van dat land ook nog eens de hele sociale orde van Europa omver te werpen. Ze betrokken de Republiek in de Eerste Coalitie tegen Frankrijk. In de winter van 1795 trokken de Franse revolutionaire troepen over het ijs de grote rivieren over. De stadhouder vluchtte en de patriotten riepen de Bataafse Republiek uit.
De Bataafse Republiek was een grote stap voorwaarts in de richting van een samenhangende etniciteit. De naam duidde al aan dat men die zag voortkomen uit een gemeenschappelijke afstamming van de Batavieren. Voor het eerst kwam er nu een eenheidsstaat: de provincies verloren hun soevereiniteit. De vijf admiraliteiten werden samengevoegd tot één Comité van Zeevaartzaken. De Vereenigde Oostindische Compagnie werd opgeheven. De enclaves van het Heilige Roomse Rijk sloten zich grotendeels en overhaast bij de Nederlandse gewesten aan; die in het Brabantse werden in 1800 door Frankrijk aan de Bataafse Republiek gecedeerd. Alle Nederlanders werden staatsburger, ook katholieken, Joden en, in 1796, Brabanders. Horigheid en slavernij werden afgeschaft — behalve in de koloniën. Er kwam een democratie en een grondwet. De taaleenheid werd bevorderd door in 1804 de eerste officiële Nederlandse spelling in te voeren, de spelling-Siegenbeek. De gewestelijke schulden werden tot één staatsschuld samengevoegd en er kwam een nationale wetgeving.

Het Koninkrijk Holland in 1808

Ook in de Bataafse Republiek hadden staat en etniciteit echter een problematische relatie. Frankrijk annexeerde de Oostenrijkse Nederlanden en daarmee de "Nederlanders" ten zuiden van de oude republiek. Tot de geannexeerde gebieden behoorden ook Zeeuws-Vlaanderen, Limburg en verder het hele Rijnland. Lang niet iedereen was het met de vorming van een eenheidsstaat eens. De eerste jaren kenmerkten zich door een strijd tussen de unitaristen en de federalisten die een mate van zelfstandigheid voor de gewesten wilden handhaven in een federatie. Een staatsgreep bracht in 1798 de unitaristen aan de macht en daarna kon men slechts ambtenaar zijn of zijn stem uitbrengen als men een eed had afgelegd tegen stadhouder en federatie. Men was zo alleen volwaardig lid van het Nederlandse volk als men aanhanger was van het regime. Aangezien die aanhangers in de minderheid waren, kon dat regime de democratie alleen in stand houden door de meerderheid van de bevolking van de macht uit te sluiten. De unitaristen vervingen de oude gewesten door departementen met opzettelijk heel andere grenzen. In 1801 was er weer een staatsgreep en werd de Bataafse Republiek vervangen door het Bataafs Gemenebest. Dat keerde weer tot de oude grenzen terug en verminderde de macht van de volksvertegenwoordiging, het Wetgevend Lichaam.
Al die staatsgrepen weerspiegelden het feit dat de patriotten door een Franse invasie aan de macht waren gekomen. Ze konden die macht alleen behouden door met de Fransen te collaboreren, die een permanente bezetting van Nederland handhaafden. Het land was zo weinig meer dan een Frans protectoraat en was gedwongen zich naar de Franse wensen te voegen en tegen Frankrijks vijanden te vechten. De Fransen hadden geen behoefte aan een functionerende democratie maar aan een krachtig eenhoofdig gezag. In 1805 werd Rutger Jan Schimmelpenninck de raadpensionaris gemaakt, waarbij het oude ambt weer in leven werd geroepen om te verhullen dat deze in feite de macht had van een dictator. Schimmelpenninck leverde een belangrijke bijdrage aan de vorming van een eenheidsstaat door voor het eerst een centraal ambtelijk bestuur op poten te zetten, met vijf ministeriële departementen.

Nederland bestaat niet tussen 1810 en 1813

Intussen was ook Frankrijk een militaire dictatuur geworden door de machtsgreep van generaal Napoleone Buonaparte die in 1804 keizer Napoleon I werd. In 1806 maakte deze zijn broer Lodewijk Napoleon tot de eerste koning van Nederland. De naam van de staat werd nu Koninkrijk Holland, eigenlijk Koningrijk Holland in de spelling-Siegenbeek, wat al aangeeft hoe normaal het was geworden om het land simpelweg "Holland" te noemen naar het dominante gewest. Vlissingen werd een Franse marinehaven. Lodewijk had natuurlijk geen bloedbanden met Nederland maar was Corsicaan. Hij probeerde zich zoveel mogelijk voor zijn koninkrijk in te zetten en maakte een goede indruk, wat een rol zou spelen in het blijvend aanvaarden van een monarchie. Een aantal nationale symbolen werd gecreëerd zoals het aanwijzen van Utrecht en later Amsterdam als hoofdstad. Hij stichtte een Koninklijk Instituut van Wetenschappen en een Koninklijke Bibliotheek; en maakte voorbereidingen voor een Rijksmuseum. In 1808 werd Oost-Friesland bij Nederland gevoegd. In 1809 bleek Nederland niet in staat een Britse invasie van Walcheren af te weren, wat Napoleon deed besluiten het onnutte landje maar op te heffen. In 1810 werden eerst alle gebieden bezuiden de Waal en Merwede door Frankrijk geannexeerd en een paar maanden later het hele koninkrijk.
Het opgaan van Nederland in het Eerste Franse Keizerrijk, dat in 1811 tot voorbij de Elbe reikte, liet de meeste departementen ongemoeid; alleen werd het arrondissement Breda bij het Département des Deux-Nèthes, de regio Antwerpen, gevoegd. De Nederlanders waren nu Frans staatsburger. Zo werden ze voor het eerst geregistreerd in een burgerlijke stand. Hun werd ook voor het eerst een dienstplicht opgelegd die ze vervulden in "Hollandse regimenten". Napoleon wilde de indruk wekken dat zijn nieuwe onderdanen volledig gelijkgerechtigd waren. Amsterdam werd de derde hoofdstad van het keizerrijk, na Parijs en Rome.
Opvallend is het contrast met de ontwikkelingen in het voormalige Heilige Roomse Rijk dat in 1806 was ontbonden. In reactie op de catastrofale Pruisische nederlaag van 1807 kwam het daar tot een nationaal reveille dat alle landen en streken die het Hoogduits als standaardtaal gebruikten deel zag uitmaken van één Duitse natie. Deze beweging vond haar inspiratie in de eerdere geschriften van Johann Gottfried Herder en andere schrijvers van de Sturm und Drang-periode en uitte zich concreet in allerlei verzetsdaden. In Nederland viel van verzet weinig te merken. Dit beperkte zich voornamelijk tot belastingontduiking, smokkel en relletjes bij de rekrutering van dienstplichtigen. Men sloot zich niet aan bij het Duits verzet en scheen zich nauwelijks druk te maken om het behoud van een Nederlandse taal en cultuur. Het Frans was nu de bestuurstaal. De elite sprak onderling al vaak Frans; kinderen gingen voor een middelbaar onderwijs al naar de Latijnse school of de Franse school. Een nationaal onderwijssysteem was er voor 1806 nooit geweest — dat jaar werden er alleen uniforme eisen gesteld aan het niveau van het onderwijsprogramma van lagere scholen. Deze situatie had licht kunnen leiden tot een assimilatie van de Nederlandse door de Franse etniciteit, zoals ook de Occitanen zou overkomen, ware het niet dat het keizerrijk geen lang leven beschoren was. Napoleons krijgskansen keerden en eind 1813 drongen de troepen van de Zesde Coalitie op: in november werd door notabelen, het Driemanschap van 1813, het Soeverein Vorstendom der Verenigde Nederlanden uitgeroepen. Nu de Franse censuur verdwenen was, durfden auteurs tegen Frankrijk gerichte geschriften eerst daadwerkelijk te publiceren.

#### Het Verenigd Koninkrijk der Nederlanden

De situatie in augustus 1814

De nieuwe staat was een prinsdom, met als staatshoofd erfprins Willem Frederik, de zoon van de laatste stadhouder, die in december uit Engeland naar het gewest Holland reisde. Willem was de monarchie aangeboden als teken dat men radicaal met de Franse Tijd wilde breken en een nationale verzoening nastreefde waarin de orangisten weer helemaal meetelden. In eerste instantie besloeg het vorstendom, zoals de naam al aangaf, alleen het gebied van de oude Zeven Verenigde Provinciën. Voor zijn nederlaag in de Volkerenslag hadden de geallieerden Napoleon in 1813 aangeboden vrede te sluiten waarbij Frankrijk teruggebracht werd tot de Rijn die Franse monarchen vaak als de ideale natuurlijke grens van hun rijk hadden gezien. Dit zou voor Nederland vrij ingrijpende consequenties gehad hebben maar de keizer verwierp het aanbod. Begin 1814 moest Frankrijk terugkeren tot de grenzen van 1792. Van het opgegeven gebied kon Nederland al in januari 1814 Braband annexeren, ongeveer het huidige Noord-Brabant. De overige gebieden kwamen onder voorlopig militair bestuur te staan, verdeeld in drie generaal-gouvernementen.

Het Verenigd Koninkrijk der Nederlanden

Bij het oplossen van het vraagstuk aan welk land die uiteindelijk moesten worden toegedeeld, speelde etniciteit nauwelijks een rol. De oude Zuidelijke Nederlanden wilden het liefst terug onder Oostenrijks bestuur, maar Oostenrijk was die verantwoordelijkheid liever kwijt. Een alternatief was dat ze onder Pruisen zouden gaan vallen, wat Nederland omringd zou hebben met Pruisisch grondgebied. Het Pruisisch koninkrijk wilde wel het Rijnland maar had zijn bedenkingen over het generaal-gouvernement België. De Britten zagen Willem graag als hun zetbaas. Een zo groot mogelijk Nederland zou hun een steunpunt kunnen bieden op het Europees continent en voorkomen dat Antwerpen een maritieme bedreiging werd. Het koloniaal rijk was in de Franse tijd helemaal verloren gegaan. Om Nederland levensvatbaar te houden als handelsnatie, herstelden de Britten het Nederlands bestuur over verschillende koloniën, de belangrijkste Nederlands-Indië. Met Britse steun kreeg Willem in mei 1814 het voorlopig bestuur over het generaal-gouvernement België. Dat daar ook Franstalige gewesten onder vielen, zag niemand als een belangrijk tegenargument. Op 1 augustus werd hij er gouverneur-generaal. Dit betrof alleen het gebied ten westen van de Maas. Willem verlangde ook het generaal-gouvernement van de Neder- en Middenrijn, het gebied tot aan de Moezel. Dat zou een staat hebben opgeleverd waarin de inwoners van de Zeven Verenigde Provinciën maar een kwart van de bevolking hadden gevormd.

Het Plan Flahaut

In maart 1815 riep Willem het "Koninkrijk der Verenigde Nederlanden" uit, tegenwoordig beter bekend als het Verenigd Koninkrijk der Nederlanden; hijzelf werd koning Willem I der Nederlanden. In juni 1815 werd bij het Congres van Wenen een compromis gesloten met Pruisen. De oostgrens van het nieuwe koninkrijk zou ongeveer die van de oude Zeventien Provinciën gaan volgen. Er kwam een Hertogdom Luxemburg waarvan Willem de hertog werd in een personele unie met zijn koninkrijk. Dit hertogdom werd lid van de Duitse Bond. Dit had militaire, geen etnische redenen: het omvatte ook de Franstalige gebieden van de tegenwoordige Belgische provincie Luxemburg; de stad Luxemburg kreeg een Pruisisch garnizoen. Bij het Traktaat van Kleef werden Zevenaar, Huissen en Malburgen, oude enclaves van het Hertogdom Kleef, bij de Verenigde Nederlanden gevoegd; Groningen verloor gebieden ten zuiden van de Dollard aan het Koninkrijk Hannover, met de Britse kroon verbonden in een personele unie, dat Oost-Friesland en Bentheim overnam. Ook hier speelden etnische overwegingen geen rol: er waren nauwelijks etnische verschillen tussen de populaties ten westen en oosten van de grens.
De periode van het Verenigd Koninkrijk der Nederlanden was een sleutelmoment in de vorming van de Nederlandse etniciteit. Als de staat in deze vorm in stand was gebleven, met een katholieke meerderheid van 70% en met een vijfde van de bevolking Franstalig, zou dat een fundamentele invloed op de nationale cultuur hebben opgeleverd. In feite viel de staat uit elkaar. Dat wordt vaak verklaard door aan te nemen dat de Noordelijke en Zuidelijke Nederlanden in de 167 jaar die na de Tachtigjarige Oorlog waren verlopen te veel "uit elkaar waren gegroeid". De etnische verschillen zouden dus al te groot zijn geworden om nog te overbruggen. Zelden wordt echter aangenomen dat er toen een soort "Belgische etniciteit" zou zijn geweest. Meestal gaat men ervan uit dat de nogal activistische Willem de invloed die het gewest Holland in het noorden gewonnen had, nu ook naar het zuiden wilde uitbreiden en dat dit op weerstand stuitte. Het Frans was zowel in noord als zuid de taal van de elite. In het parlement was het Frans de omgangstaal. Willem wilde echter in het hele koninkrijk het Nederlands als bestuurstaal invoeren. In 1815 was de democratie flink ingeperkt ten opzichte van de Bataafse Republiek. Het stemrecht was beperkt tot de adel en de notabelen. Willem regeerde als een verlicht despoot. Een heikel punt daarbij was de scheiding tussen kerk en staat. Die was in zoverre ingevoerd dat de katholieke kerk geen bestuursmacht meer mocht uitoefenen en zo uitgebreide bezittingen verloor, zoals het Bisdom Luik. De vrijheid van godsdienst daarentegen was maar beperkt. Willem bemoeide zich met de doctrine van de protestantse kerken en zette het antiklerikale beleid van Napoleon voort met staatscontrole op de priesteropleiding en een uitsterfbeleid voor contemplatieve kloosterorden. De conservatieve katholieke bevolking in het zuiden voelde zich allereerst lid van een bepaald gewest en had een lange traditie opgebouwd om zich niets aan te trekken van verre heren, of die nu in Madrid, Wenen, Parijs of Den Haag zetelden. In het zuiden woonden ook liberalen. Ten dele ging het daarbij om industriëlen die protectionisme wensten om hun opkomende industrie te beschermen in plaats van de vrijhandel die Willem voorstond om de zeehandel van Holland te doen herleven. Deze groep was ook niet zo blij met de gigantische staatsschuld van 1,8 miljard gulden die van de oude Republiek was overgenomen. Anderen waren nog sterk beïnvloed door de idealen van de Franse Revolutie en vonden Willem uitgesproken reactionair. Ze wensten een ruimere democratie en volledige persvrijheid en vrijheid van vereniging en vergadering.

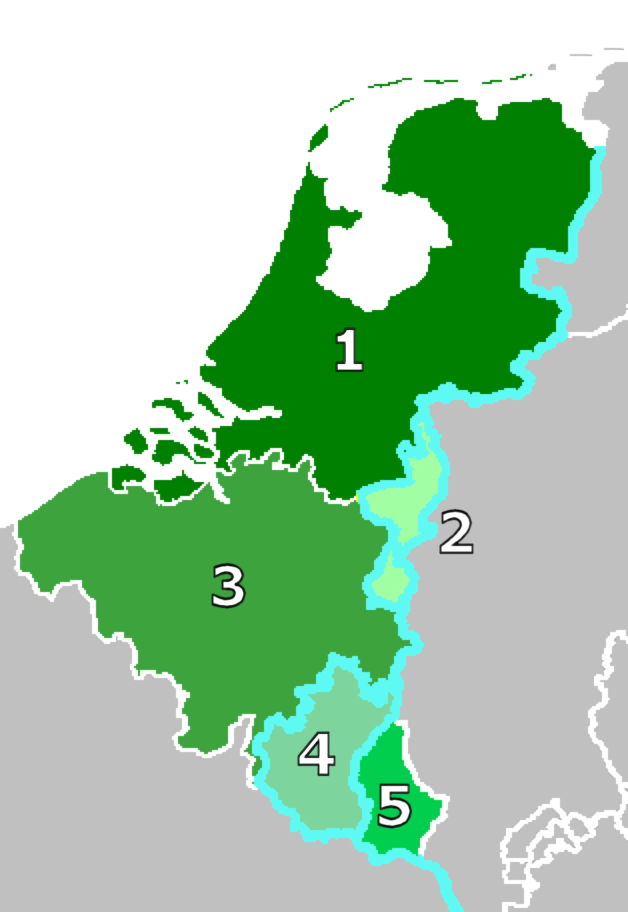
Luxemburg en Limburg waren lid van de Duitse Bond

Na Napoleon zat er bij de monarchen van Europa de schrik er goed in. Bijna overal werd een repressief beleid gevoerd, uit angst voor nieuwe omwentelingen. Een van de meest reactionaire vorsten was Karel X van Frankrijk wiens botte en tactloze optreden steeds grotere ergernis opwekte bij de Franse bourgeoisie. Op 27 juli 1830 brak de Julirevolutie uit die Karel snel ten val bracht. Dit veroorzaakte een revolutiegolf in heel Europa. Op 25 augustus 1830 begon in Brussel, naar aanleiding van een opera, de Belgische Revolutie. De eerste onlusten hadden niet zozeer het karakter van een nationale opstand maar van een sociale omwenteling. Willem had met de gezeten burgerij een compromis kunnen bereiken, wellicht ook via een dynastieke splitsing waarin zijn zoon koning van het zuiden zou worden, maar weigerde democratische hervormingen door te voeren. Onhandig militair optreden provoceerde de zuidelijke gewesten en noopte het Nederlandse leger zich eind 1830 grotendeels uit het zuiden terug te trekken, inclusief de meeste Limburgse gebieden. In het noorden leidde dit tot een nationalistische en protestantse reactie: de "ondankbare" katholieken moesten het zelf maar uitzoeken. Men bleef echter zoveel mogelijk katholieke gebieden bezetten, waaronder Noord-Brabant waarvan de lokale bevolking met veel achterdocht bejegend werd.
In de Conferentie van Londen probeerden de grote mogendheden een oplossing voor de situatie te vinden teneinde een algehele Europese oorlog te voorkomen. Bij de vele voorstellen daartoe worden voor het eerst ook etnische criteria gebruikt. Zo behelsde het Verdelingsplan Flahaut een verdeling van België waarin belangrijke Franstalige gebieden bij Frankrijk gevoegd zouden worden, terwijl Nederland de Kempen kreeg. Militaire overwegingen speelden echter de hoofdrol. Om de Britten te behagen moest er een "Vrijstaat Antwerpen" komen en om de Pruisen gerust te stellen zouden die het hele gebied ten oosten van de Maas krijgen, alsmede Maastricht. De Belgen wilden liever niet verdeeld worden en sommigen streefden naar een "Groot-België" met Luxemburg, Zeeuws-Vlaanderen en Noord-Brabant. Pas in 1839 werd de zaak beslist in het Verdrag van Londen. Zeeuws-Vlaanderen bleef bij Nederland dat zo de Schelde kon blijven controleren. Luxemburg werd etnisch verdeeld doordat de Franstalige gebieden naar België gingen. Ter compensatie werd Limburg ten oosten van de Maas, minus Venlo en Maastricht, een hertogdom dat lid werd van de Duitse Bond die zo de Maasovergangen kon beheersen. Daarnaast werd dit gebied bij Nederland gevoegd zodat de Belgen het moesten ontruimen. Veel Limburgers accepteerden dit niet en tot 1849 was er een separatistische beweging die aansluiting bij België of Pruisen, dan wel onafhankelijkheid voorstond.
Deze vredesregeling stelde de huidige zuidgrens van Nederland vast. Helemaal onbetwist zou die niet blijven. Leopold II van België maakte als kroonprins plannen om in een verrassingsaanval naar Amsterdam op te rukken om Nederland te dwingen Zeeuws-Vlaanderen, Noord-Brabant en Limburg af te staan. Hij hoopte op steun van keizer Napoleon III van Frankrijk, de zoon van de eerste Nederlandse koning, maar die was afhoudend. Eenmaal koning geworden, bleef Leopold II hopen op een gelegenheid de Schelde en Maastricht bij België te voegen teneinde zijn militaire positie ten opzichte van Pruisen te versterken. In de Eerste Wereldoorlog bleek het gemis daarvan inderdaad een groot nadeel en na afloop oefende België grote druk uit op de Entente om Nederland alsnog te dwingen tot een verlegging van de grens. Frankrijk had daar wel oren naar maar de Britten en Amerikanen gingen er niet in mee.

#### 1840 — 1940

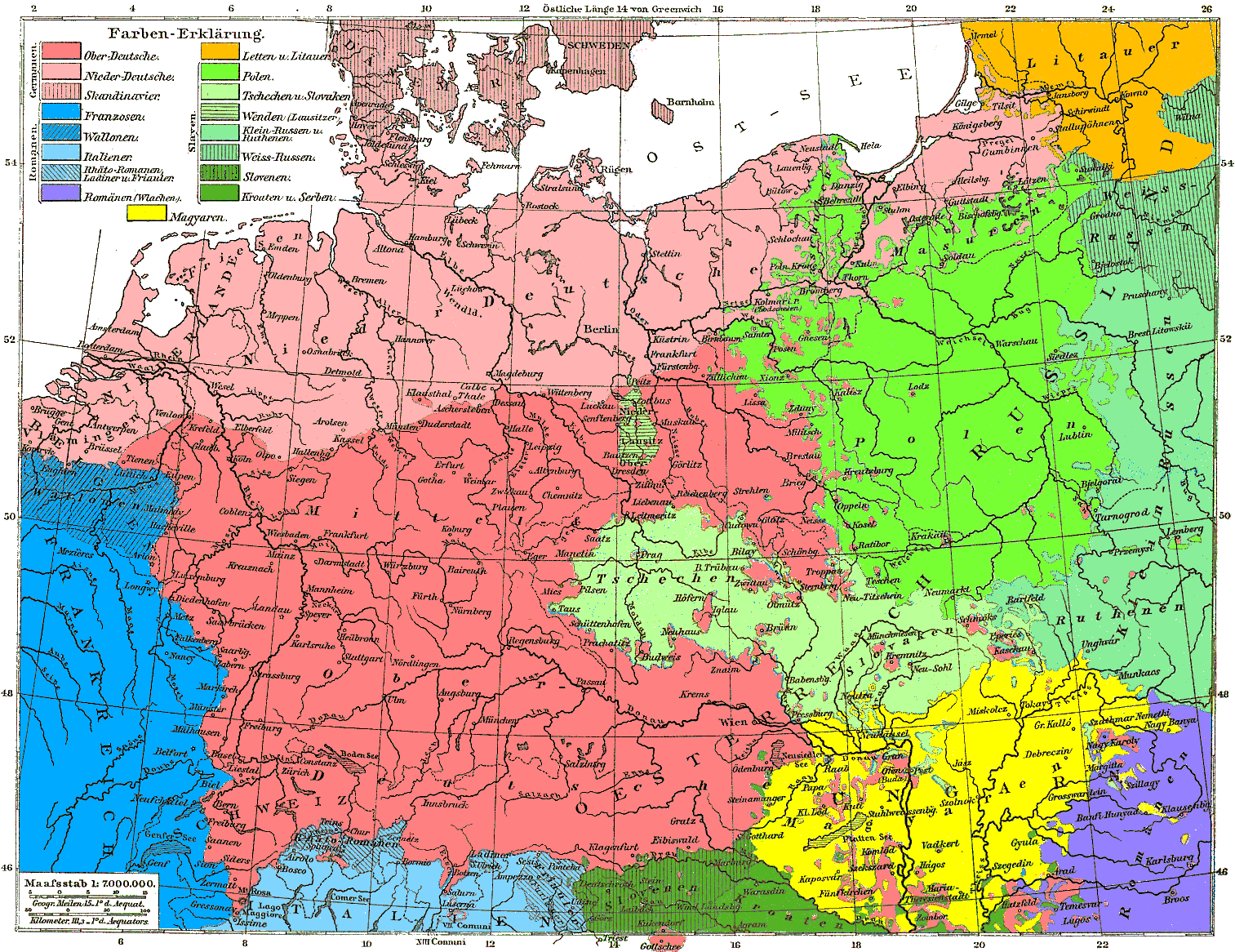
Het Pangermanisme had als ideaal minstens alle sprekers van een West-Germaans dialect in één rijk te brengen

De afscheiding van België vond plaats in een periode dat in Europa het nationalisme sterk opkwam. Deze beweging veronderstelde dat er duidelijk gescheiden oeroude volkeren waren waarvan het de historische bestemming was om in eenduidig afgebakende staten verenigd te worden. Dit nationalisme kon dienstbaar gemaakt worden aan de expansiedrift van sterke staten. Zo wisten Pruisen en het Koninkrijk Sardinië tussen 1860 en 1871 in een reeks revoluties en oorlogen uit te groeien tot het moderne Duitsland en Italië. Daarentegen konden zwakke staten door etnische tegenstellingen uiteenvallen of met een beroep op etnische verwantschap opgeslokt worden. Nederland bleef van dit proces grotendeels gevrijwaard. Het gevoelde na de dure oorlog van 1830-1839 niet meer de behoefte zich alsnog met de Nederlandstalige gebieden van België te verenigen. In het oosten was er de dreiging van het Pangermanisme, het streven om alle gebieden met een Germaans dialect in één staatkundig verband onder te brengen. Het Verenigd Koninkrijk en Frankrijk stonden echter geen Duitse machtsuitbreiding in de Lage Landen toe. Toen Koning Willem III der Nederlanden in het kader van de opheffing van de Duitse Bond in 1867 Luxemburg aan Frankrijk wilde verkopen, leidde deze Luxemburgse kwestie bijna tot een oorlog tussen Pruisen en Frankrijk. Otto von Bismarck eiste dat Limburg zich bij de Noord-Duitse Bond zou aansluiten, anders zou hij het gebied annexeren. Hij zag echter van deze eis af toen Luxemburg onafhankelijk werd zodat Nederland ook niet meer via Limburg bij het proces van Duitse eenwording betrokken was.
Desalniettemin was ook in Nederland bij politiek, kunsten en wetenschap een nationalistische onderstroom kenbaar. Die richtte zich niet op een oeroud verleden. De Bataafse mythe had aan populariteit verloren en de middeleeuwen waren minder bruikbaar als inspiratiebron omdat er vóór de zestiende eeuw geen duidelijk onderscheid was met Belgen of Duitsers. Het grote voorbeeld was daarom de Gouden Eeuw, de gloriedagen van de Republiek toen Nederland een grote mogendheid was, die alle zeeën bevoer om rijkdommen te vergaren, waar fameuze schilders meesterwerken schiepen en geniale natuurvorsers de geheimen van de kosmos ontraadselden. Deze zeventiende eeuw viel ten dele samen met de Tachtigjarige Oorlog en die strijd werd, de zestiende-eeuwse propaganda van Willem van Oranje volgend, voorgesteld als een nationale bevrijdingsoorlog tegen een Spaanse bezetter. Dit paste ook het zelfbeeld van de calvinistische meerderheid van de bevolking die zich graag spiegelde aan de Israëlieten. Men zag zich als een "uitverkoren volk onder Oranje". Dit rechtvaardigde ook de situatie na 1840, dat men zonder de katholieken verderging onder een Oranjevorst.
In de negentiende eeuw kwam een intensieve culturele reproductie van dit beeld van de Nederlandse etniciteit op gang: het werd uitgedragen door romans, toneelstukken, essays, krantenartikelen, maandbladen, standbeelden, historische schilderijen, geschiedkundige verenigingen, herdenkingen, muziekstukken, liederen, optochten, landdagen en musea. Voor de individuele burger werd het steeds moeilijker zich hieraan te onttrekken. Voorheen had men zich vaak allereerst met een bepaalde stad, streek of stand geïdentificeerd. Nu werd het uiteindelijk onmogelijk zich geen Nederlander te voelen omdat de Staat een onderwijssysteem begon op te tuigen dat er helemaal op gericht was kinderen als zodanig op te voeden. In 1856 ging het middelbaar onderwijs verplicht van Frans over op Nederlands. In 1901 werd een leerplicht ingevoerd voor de lagere school. Het belangrijkste instrument in dit proces was de verbreiding van de Nederlandse standaardtaal. In 1840 kende deze nog steeds voornamelijk een geschreven toepassing. Men sprak het lokale dialect. Alleen bij de middenklasse van de grote steden van het gewest Holland benaderde dat dialect de schrijftaal. Doordat nu ieder kind minstens lager onderwijs kreeg, waar Nederlands de instructietaal was, kwam iedereen met een gesproken taalstandaard in aanraking en leerde aan die superieur te achten aan de streektaal die op school met klem afgeleerd werd. Rond 1900 was Nederlands, het "ABN", voor drie percent van de bevolking de normale omgangstaal geworden en rond 1940 liep dat al tegen de helft. In het nieuwe Duitse Keizerrijk gebeurde hetzelfde met de Hoogduitse standaardtaal. Eerder was er een perfect West-Germaans dialectcontinuüm geweest, "van Duinkerken tot aan de Memel". De streektalen gingen van west naar oost geleidelijk in elkaar over. Nu werd dat gebroken en kreeg de staatsgrens tussen Nederland en Duitsland het karakter van een taalgrens, wat ook een harde scheiding tussen de etniciteiten van hun volkeren opleverde.
De verbreiding van de standaardtaal werd weer versterkt door andere elementen in een proces van nationale eenwording. Reizen, traditioneel per voet, wagen of trekschuit, ging nu zeer veel sneller door de aanleg van spoorwegen en trambanen, en later door een verbeterd persoonlijk vervoer via een fiets of, voor de rijksten, een automobiel. Ten bate van het transport werden alle delen van het land verbonden door een verhard wegennet en sloeg men bruggen over de grote rivieren die voor het landvervoer altijd grote obstakels waren geweest. Het spoorboekje dwong in 1909 ook de invoering van een nationale tijd af, de Amsterdamse Tijd die de lokale zonnetijden verving. De communicatie werd verbeterd door de uitvinding van de telegraaf en de telefoon. Er kwam ook massacommunicatie door goedkope kranten en de ontwikkeling van de radio. Door het vergrote contact vervaagde de tegenstelling tussen stad en platteland en de stedelijke cultuur, in Nederland toch al dominant, begon nu de denkwereld en mode van de boerencultuur te verdringen zodat in de twintigste eeuw klederdrachten verdwenen. Daarbij waren vooral de steden in Holland invloedrijk. Het zich al in de zeventiende en achttiende eeuw voordoende proces van verhollandsing van Nederland werd zo in versterkte mate voortgezet. In de andere gewesten riep dat soms een zekere weerstand op en er werden daar pogingen gedaan de eigen dialecten en cultuur te behouden maar dat bleven grotendeels achterhoedegevechten. Voor de Hollanders zelf werd het vanzelfsprekend dat de Nederlandse etniciteit met de Hollandse identiteit samenviel. Ze zagen zich niet meer als Hollanders maar gewoon als Nederlanders, een verschijnsel dat "hollandocentrisme" is genoemd.

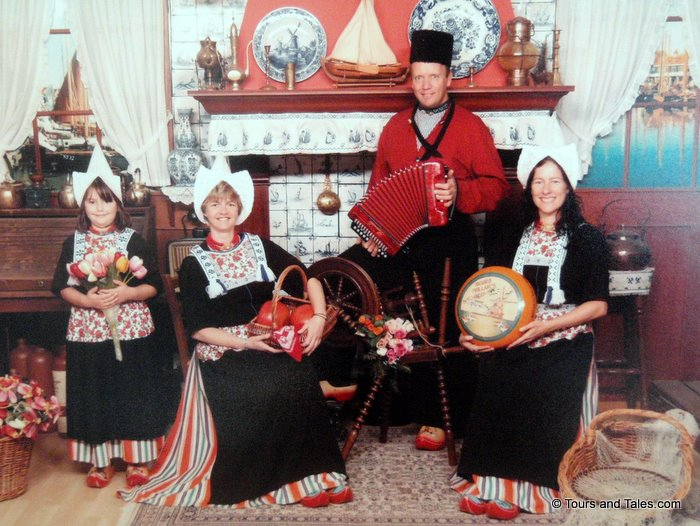
Tulpen, molens, kaas en klompen in Volendam: een voor toeristen verzonnen beeld van de Nederlandse etniciteit

Dergelijke processen deden zich in de negentiende eeuw bij de meeste West-Europese staten voor. Nederland was op twee punten een uitzondering. Om te beginnen betekende het verheerlijken van het glorieuze verleden allerminst dat Nederland hoopte opnieuw een hoofdrol te gaan spelen op het wereldtoneel. De negentiende eeuw was in dit opzicht meer een voortzetting van de achttiende dan de zeventiende eeuw: men besefte terdege dat het al mooi was de nationale onafhankelijkheid te bewaren zonder failliet te gaan. De cultuur in het land bleef zeer conservatief of behoudend. Nederland liep in de westerse moderniteit bepaald niet voorop. Dit viel tijdgenoten ook al op; vaak werd de Jan Salie-geest gehekeld. Engeland en Frankrijk streefden een globale machtsuitbreiding na via kolonialisme en imperialisme. Nederland had zijn handen al vol aan "Indië". De randgebieden in die kolonie werden geleidelijk veroverd om te voorkomen dat ze door andere staten bezet zouden worden. Men probeerde zoveel mogelijk te vermijden dat de inlandse bevolking door een Nederlandse etniciteit zou geassimileerd worden. Het onderwijs was er in het Maleis. Naar Indië vertrokken vrij veel ambtenaren en soldaten maar verder was Nederland, hoewel dichtbevolkt, niet echt een emigratieland. Naar het buitenland toe werden voornamelijk de idealen van de internationale rechtsorde en het pacifisme uitgedragen om de veiligheid van het land te waarborgen. In zoverre was Nederland een gidsland. Het lukte tijdens de Eerste Wereldoorlog neutraal te blijven. Door de trage modernisering leek het land in de ogen van buitenlanders een plaats waar de tijd had stilgestaan. Rijke Amerikaanse toeristen meenden er nog de geest van de Pilgrim Fathers te kunnen ervaren. Een voorbeeld van een vroege moderne ontwikkeling was dat er al snel een toeristenindustrie op gang kwam om dit te kunnen uitbuiten. Ten bate van het toerisme werd van staatswege aan Holland Promotion gedaan. Men maakte reclame voor het land en schiep daartoe een kunstmatig beeld, een mengsel van windmolens, tulpen, klompen, Edammer kaas en de klederdracht van Volendam. Hoewel geen zeventiende-eeuwer zich in die combinatie zou hebben herkend, werden dit ook voor de Nederlandse bevolking zelf gangbare nationale symbolen.
Een tweede aspect waarin Nederland afweek, was de ontwikkeling van de natiestaat. Voor de bevolkingen van Europa was het nationalisme niet slechts nostalgie maar vooral een emancipatiebeweging. De onderste helft van de maatschappij leidde een leven dat ver afstond van enig glorieus verleden. Het werd gekenmerkt door bittere armoede, hongerlonen, ondervoeding, ontbrekend sanitair, vervuild drinkwater, epidemieën, hoge kindersterfte, vodden, sloppen, alcoholisme, werkloosheid, bedelarij, misdaad en prostitutie. De lagere klasse wilde zich graag trouw tonen aan de natie maar eiste dat in ruil daarvoor de Staat hun een menswaardig bestaan zou garanderen. In Frankrijk maar vooral in Duitsland kwam er daardoor geleidelijk een stelsel van beschermende sociale wetgeving en sociale voorzieningen tot stand. De Industriële Revolutie zette de verhoudingen op scherp door het scheppen van een massa fabrieksarbeiders maar bracht ook een welvaart voort die de Staat kon herverdelen. In Nederland was de situatie, ondanks de nationale deugd van de properheid, niet veel beter. Het stedelijk proletariaat en de landarbeiders waren straatarm. Maar het land industrialiseerde slechts langzaam. Hierdoor ontbrak zowel de dringende noodzaak als het geld voor hervormingen. Pas na eindeloze debatten, die generaties lang gerekt konden worden, werden er soms kleine stappen gezet om de sociale omstandigheden van staatswege te verbeteren. In het revolutiejaar 1848 was onder Johan Rudolph Thorbecke de parlementaire democratie ingevoerd maar met een systeem van censuskiesrecht zodat de armen geen stemrecht hadden. In 1900 gaf de overheid nog geen miljoen gulden uit aan sociale voorzieningen op een totale begroting van 117 miljoen. De "minvermogenden" deden voor wat extra ondersteuning, zorg en onderwijs een beroep op het maatschappelijk middenveld, wat in deze periode neerkwam op de kerken, voor welke de liefdadigheid traditioneel de taak was geweest. De protestantse kerken en de katholieken waren afkerig van staatsinvloed. Ze richtten uiteindelijk wel politieke partijen op maar zoals de naam van een daarvan, de Anti-Revolutionaire Partij, al laat zien, verwierpen ze de idealen van de Franse Revolutie waaronder de volkssoevereiniteit. Artikel 1 van hun beginselverklaringen luidde typisch: "God is Soeverein". Meer pluriform had de calvinistische voorman Abraham Kuijper het over soevereiniteit in eigen kring: de Staat moest buiten de levenssferen van kerk, gezin en onderwijs blijven. In de praktijk werden door de kerken steeds hechtere gemeenschappen gevormd die het leven van hun leden volledig begonnen te beheersen. Een katholiek bezocht niet slechts de katholieke mis, maar ging naar een katholieke school, las boeken van een katholieke bibliotheek en een katholieke krant, was lid van katholieke verenigingen, kocht bij katholieke winkeliers en huwde een andere katholiek. Het concept van de natiestaat was aldus in Nederland minder belangrijk: de maatschappij had, zoals historicus Maarten van Rossem het in 2011 ironisch uitdrukte, al in de negentiende eeuw meer weg van een multiculturele samenleving. Deze bij uitstek Nederlandse ontwikkeling wordt verzuiling genoemd.
De verzuiling betekende echter niet dat er grote culturele tegenstellingen ontstonden. De verschillende protestantse kerken en de Kerk van Rome deelden namelijk een onderliggende christelijke ideologie. Er waren ook bewegingen die zich niet primair christelijk wilden voordoen. Om enige invloed uit te kunnen oefenen, moesten ook deze zich op een gelijksoortige wijze organiseren. Zo ontstond er een socialistische en een algemeen-liberale zuil. Teneinde een moreel gezag te kunnen uitoefenen over hun leden, weken deze zuilen niet ver af van de heersende christelijke zedenleer. Uiteindelijk werd vrijwel de hele bevolking op deze wijze intensief gesocialiseerd. Omdat hierdoor ook zonder een bindend nationalisme weinig kans bestond op een klassenstrijd, achtten de politieke leiders het veilig om een algemeen kiesrecht toe te staan waarin de leden van de zuilen naar rato van hun aandeel in de bevolking op hun voormannen konden stemmen. Actief en passief kiesrecht werd voor mannen ingevoerd in 1917; vrouwen kregen pas actief kiesrecht in 1920. Door de Pacificatie van 1917 kwam meteen een einde aan de schoolstrijd. Omdat tevens een stelsel van evenredige vertegenwoordiging werd ingevoerd, was er in 1918 een verkiezingsoverwinning van de Algemeene Bond van RK-kiesverenigingen en kreeg Nederland voor het eerst een katholieke minister-president, Charles Ruijs de Beerenbrouck. Door een hoger geboortecijfer vormden de katholieken een steeds groter deel van de bevolking. Hoewel onlusten tussen katholieken en protestanten in de twintigste eeuw ophielden, was er een groeiende vrees onder de calvinisten overheerst te gaan worden door het "Katholieke Gevaar" en was men beducht voor de invloed van een buitenlandse macht: het Vaticaan. De benoeming van Ruis de Beerenbrouck riep dan ook grote weerstand op.
De groeiende invloed van de katholieken in Nederland leidde in de jaren dertig tot een toenadering tot de Vlaamse, Brabantse en Limburgse populaties ten zuiden van de staatsgrens met België. Daar voelde men een natuurlijke verwantschap mee: nog afgezien van de oude gewestelijke banden waren ook die groepen Nederlandssprekend en katholiek. Sommige katholieke intellectuelen, zoals Pieter Geijl, cultiveerden de "Groot-Nederlandse gedachte" of wilden een emancipatie van Midden-Nederland. Vlaanderen en Brabant, de staatsgrenzen overspannend, zouden hun vroegere dominantie moeten herwinnen en zo de tegenstellingen in de Nederlanden tussen Hollanders en Walen overwinnen. Dit streven probeerde in te spelen op de emancipatie van Belgische Nederlandstaligen door de taalstrijd en de Vlaamse Beweging. Problematisch daarbij was echter dat die emancipatie ook het karakter had van een klassenstrijd en cultuurstrijd met een rijkere Franstalige stedelijke bovenlaag. Om niet helemaal te verfransen hield men vast aan het plaatselijke dialect. Het Standaardnederlands zou in België nooit de gebruikelijke spreektaal worden en daarmee ook geen instrument voor een grotere etnische eenheid tussen beide landen.

#### Na 1940

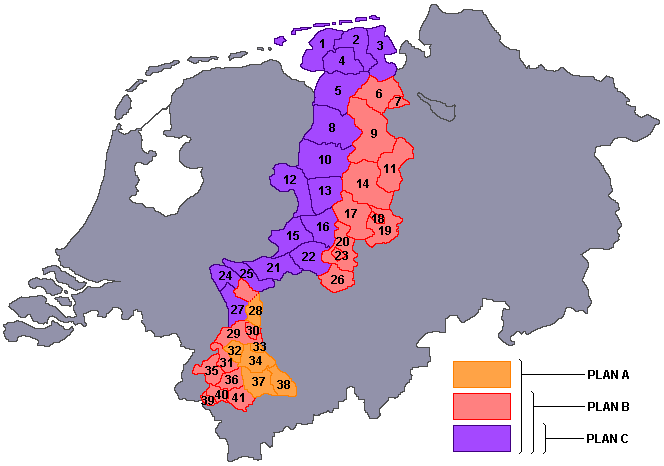
Varianten van het Bakker Schut-plan

Hoewel de periode tussen 1840 en 1940 wel gezien wordt als de formatieve jaren van de Nederlandse nationaliteit, waren de gestage veranderingen toch zeer geleidelijk. Die rust en relatieve isolatie van het wereldtoneel werden in 1940 abrupt doorbroken door de Tweede Wereldoorlog. Een direct effect van de Duitse bezetting op de Nederlandse bevolking was het uitroeien van het Joodse volksdeel. Ofschoon nazi-ideologen de Nederlanders in beginsel als een deel van het Deutsches Volkstum zagen, werd die verwantschap toch niet zo hecht gevoeld dat zij reden was voor een ogenblikkelijke annexatie zoals Oostenrijk en Luxemburg overkwam. Vage plannen om het land als een Gau Westland te incorporeren in een Grossgermanisches Reich Deutscher Nation kwamen niet tot uitvoering. Datzelfde gold voor de wens van Vlaamse nationalisten tot nauwere staatskundige banden met Nederland. De kolonisatie door Nederlanders van Slavische en Baltische gebieden in het kader van de Nederlandsche Oost Compagnie bleef beperkt.

Nederland is lid van de NAVO, het dominante militaire machtsblok

Zowel de oorlog zelf als de afwikkeling ervan gingen gepaard met enorme vluchtelingenstromen, de vernietiging en herschepping van staten, het opnieuw trekken van grenzen en massale etnische zuiveringen. De Nederlandse regering probeerde na de overwinning internationale steun te vinden voor het Bakker Schut-plan, een Nederlandse annexatie van grote delen van Duitsland, waarvan de bevolking verdreven moest worden. Daarvan zouden echter populaties gevrijwaard kunnen blijven die nog het lokale, dichter bij het Nederlands staande, dialect spraken. Men stond Nederland in feite slechts kleine "grenscorrecties", zonder zuiveringen, toe die uiteindelijk grotendeels weer bij Duitsland gevoegd zouden worden. De Japanse verovering van Nederlands-Indië leidde tot de Indonesische Onafhankelijkheidsoorlog en een migratie van zo'n 400 000 mensen naar het Europees deel van het koninkrijk.
Een blijvend en fundamenteel effect van de oorlog was een internationalisatie van de staatskundige verhoudingen en de cultuur. Nederland was door de westelijke geallieerden bevrijd en kwam zo terecht in de Eerste Wereld, het door de Verenigde Staten gedomineerde machtsblok tijdens de Koude Oorlog. De Nederlandse regeringen stonden hier in het algemeen zeer positief tegenover. Het leek een oplossing te bieden voor de financiële en militaire kwetsbaarheden die de Nederlandse staat sinds de vroege achttiende eeuw geplaagd hadden. Als lid van de NAVO kon het land schuilen onder de Amerikaanse "atoomparaplu". De Marshallhulp bracht financiële verlichting. De buitenlandse politiek was daarom uitgesproken "atlantisch" georiënteerd, gericht op het Verenigd Koninkrijk en de VS. Zelf een van de geallieerden werd men lid van de Verenigde Naties wat weer het oude streven paste om de internationale rechtsorde te bevorderen. Dat betekende overigens niet dat men geen oog had voor de samenwerking op het continent. Als handelsnatie en exportland bij uitstek had Nederland groot belang bij vrijhandel en een uniforme normering van de economische processen. Men richtte samen met de andere Lage Landen de Benelux op. Toen Frankrijk en Duitsland hun oude "erfvijandschap" wilden bijleggen, werd Nederland een van de medeoprichters van de Europese Economische Gemeenschap. Dit was een supranationale organisatie, in feite een heel nieuwe hogere bestuurseenheid waarvan het recht een directe rechtskracht had in de deelstaten.

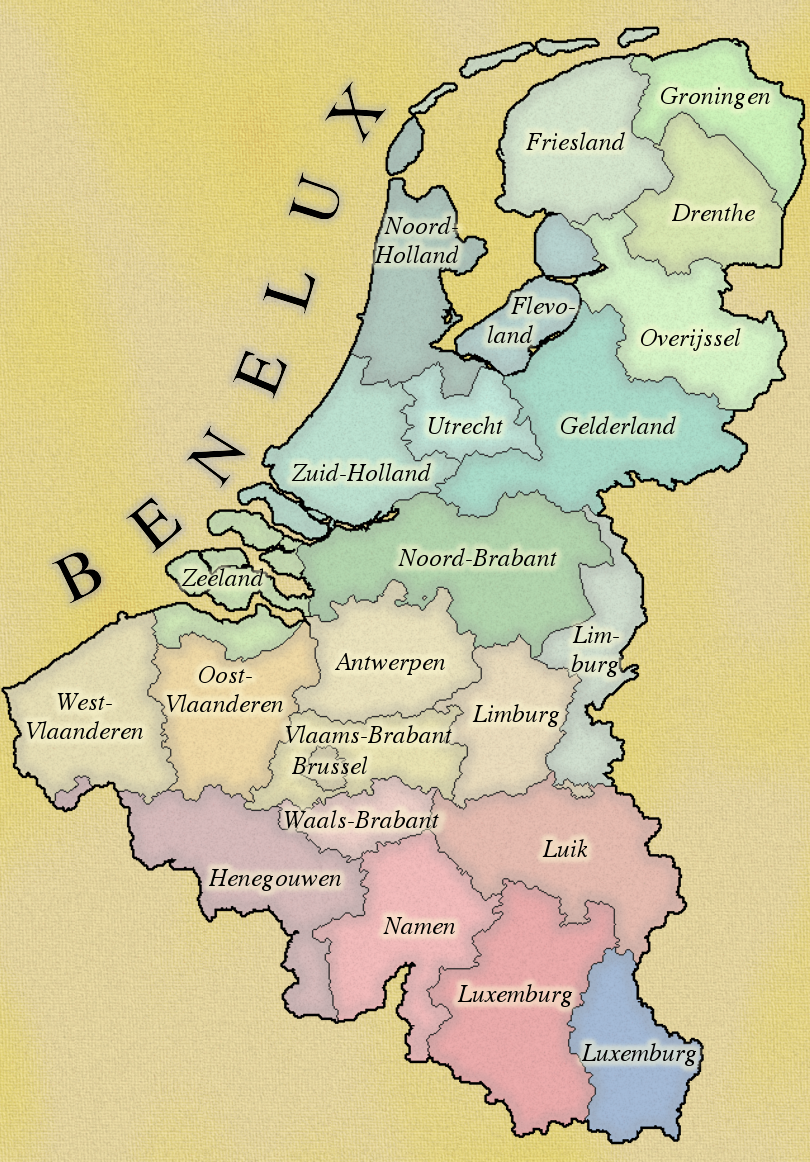
De Benelux

De nieuwe situatie was een radicale breuk met de oude toestand van neutraliteitspolitiek en isolationisme. Die breuk was er ook in economisch opzicht want de Eerste Wereld maakte een spectaculaire groei door in productiviteit. Tussen 1948 en 1973 verviervoudigde het nationaal inkomen. De nijverheid had in Nederland vaak nog een ambachtelijk karakter gehad en velen op het platteland werkten in 1945 als landarbeider. Nu ontwikkelde zich voor het eerst een grote massa fabrieksarbeiders, ruim een derde van de beroepsbevolking. De culturele effecten hiervan waren eerst beperkt. De overheid voerde een geleide loonpolitiek. De zuilen bleven in de jaren vijftig het maatschappelijk leven beheersen. Het Bisschoppelijk Mandement van 1954 verbood katholieken regelmatig naar de VARA te luisteren. Door Amerikaanse films kreeg de bevolking echter een beeld van een rijkere en ongedwongener levensstijl. In combinatie met het lage loonpeil en een vrees voor overbevolking verleidde dat een half miljoen mensen ertoe arbeidsmigrant te worden en hun geluk te zoeken in Canada, Australië of de VS. Zo werd Nederland voor het eerst een duidelijk emigratieland. De EEG behelsde niet alleen een vrij verkeer van goederen maar ook van mensen. Dat maakte het eenvoudiger om voor een beperkte tijd in het buitenland te verblijven. Na de Tweede Wereldoorlog zouden er zo'n zes miljoen immigratiebewegingen naar Nederland plaatsvinden, vaak van terugkerende Nederlanders.

#### Jaren '60 en '70
Begin jaren zestig ontlaadden de spanningen tussen een krappe arbeidsmarkt, lage lonen en grote winsten zich in een loonexplosie. De koopkracht van de werknemers nam rap toe. De oude deugd van spaarzaamheid sloeg om in haar tegendeel: een plicht om te consumeren zodat de steeds hogere productie ook afgezet kon worden. Zo ontstond een consumptiemaatschappij. De snelle economische groei maakte het mogelijk om de liefdadigheid systematisch om te bouwen tot een verzorgingsstaat naar Zweeds model, waarvan de voorzieningen midden jaren zeventig tot de ruimste ter wereld behoorden. Nu de staat deze functie van de kerken had overgenomen, vond er een snelle "ontzuiling" plaats. Van een uitgesproken christelijk land werd Nederland een van de meest geseculariseerde maatschappijen. Het verlaten van de oude zedenleer in combinatie met moderne voorbehoedmiddelen leidde tot de seksuele revolutie en een scherpe daling van de geboortecijfers. Sommige van de christelijke waarden, zoals de universele liefde en het pacifisme, werden voortgezet in een via het massamedium televisie uit de Verenigde Staten en het Verenigd Koninkrijk overgenomen tegencultuur, waarvan de popmuziek, de flower power, de hippies en de protesten tegen de Vietnamoorlog de meest opvallende uitingen waren. Oorspronkelijk tegen het establishment gericht, werd deze cultuur zelf in de jaren zeventig de dominante politieke beweging van het progressivisme. Die wist in belangrijke mate een emancipatie te bewerkstelligen van de vrouw, van homoseksuelen en van kinderen via de antiautoritaire opvoeding.
Een ander element van emancipatie lag besloten in het verder afstoten van het koloniaal rijk. In 1975 werd Suriname onafhankelijk. Het hoofdmotief hiervoor was echter niet progressief: het voorkomen van migratie van Surinamers naar het moederland. Etnische spanningen ontwikkelden zich ook tussen de autochtone bevolking en de zogenaamde gastarbeiders. De stijgende lonen deden het Nederlands bedrijfsleven in de jaren zestig op zoek gaan naar goedkope "mediterrane" arbeidsmigranten. De snelle groei tijdens dat decennium bleek echter niet vol te houden. De winning van olie en grondstoffen kon niet ongelimiteerd vergroot worden. In 1973 begon de Eerste Oliecrisis. De werkloosheid liep op. De arbeidsmigratie werd beëindigd en de al aanwezige gastarbeiders lieten hun gezin overkomen. Door al die problemen ging de euforie van de jeugdcultuur over in de "matte jaren zeventig".

#### Jaren '80 en '90
Het stimuleren van de vraag door hogere overheidsuitgaven volgens de voorschriften van de Keynesiaanse economie leidde slechts tot stagflatie. De Tweede Oliecrisis dwong de westerse landen tot een keuze tussen een vol socialisme of stevige bezuinigingen op de sociale voorzieningen gecombineerd met loondalingen. Men koos gemeenlijk voor dat laatste. De stemming in Nederland was begin jaren tachtig uitgesproken negatief. De werkloosheid liep snel op doordat een groot deel van de industrie failliet ging. Midden jaren tachtig leefde de economie weer op. De werkgelegenheid verplaatste zich van de industrie naar de dienstensector. Zo ontstond de postindustriële samenleving. De fase met een belangrijke fabrieksarbeid had dus maar één generatie geduurd. De loonmatiging dwong ook getrouwde vrouwen te gaan werken, wat een einde maakte aan de lage arbeidsparticipatie onder die groep waarin Nederland zich traditioneel onderscheiden had van andere landen.

De groei van EEG en EU

De nieuwe politiek van het neoliberalisme bleek economisch zeer succesvol. Hoewel niet meer de hoge groeicijfers werden gehaald van de jaren zestig, nam de welvaart toch gestaag toe. De werkloosheid daalde in de jaren tachtig en negentig steeds verder. Gemeten naar de aard van het beroep dat men uitoefende, kromp de arbeidersklasse en groeide de middenklasse. De hogere maatschappelijke posities werden bereikbaar door voldoende onderwijs te volgen en het scholingsniveau steeg dan ook aanzienlijk. Zo ontwikkelde zich een meritocratie. Het neoliberale model verspreidde zich van het Westen ook over de rest van de wereld. Tussen 1989 en 1991 vond de val van het communisme plaats waardoor Oost-Europa overging naar het kapitalisme. Eerder al was door het socialisme met Chinese karakteristieken de Volksrepubliek China geïntegreerd in het kapitalistische wereldsysteem. Er leek een einde van de geschiedenis aangebroken waarin de hele planeet voorgoed een liberale democratie zou worden. Deze ontwikkelingen werden gedreven door een steeds sterkere globalisering, een vervlechting van de economieën en culturen van de landen. Nederland was zelf een van de centra van de globalisering als kernland van de EEG, die in 1993 door het Verdrag van Maastricht intern tot een grotere samenhang kwam door te integreren tot de Europese Unie. Extern breidde de EU zich verder uit door veel vroegere communistische landen als lidstaten te aanvaarden.
Al deze successen leidden echter niet tot een herstel van de euforie van de jaren zestig. Ze werden niet gedragen door een idealistische stemming die het negativisme van de vroege jaren tachtig oversteeg maar waren het resultaat van een instrumentele technocratie. Het depolitiseren van maatschappelijke problemen, in Nederland belichaamd door de samenwerking tussen 1994 en 2002 van de grote linkse en rechtse partijen, de PvdA en de VVD, in de paarse kabinetten, resulteerde in een ideologische leegte. De grote vrijheid verworven in de jaren zestig was in de jaren tachtig overgegaan in een individualisme. Voor zover de oude sociale structuren die een collectieve zingeving verschaften nog aanwezig waren, onttrok de individuele burger zich daar in toenemende mate aan. In plaats daarvan groeide een steeds emotioneler collectief onbehagen: de "boze burger".
In het begin van een eenentwintigste eeuw zou de groeiende spanning van het impliciete onbehagen zich zeer expliciet gaan ontladen wanneer de publieke opinie geprikkeld werd door maatschappelijke problemen. Begin jaren tachtig waren de reële lonen gedaald en was de inkomensongelijkheid gestegen. De economische groei deed het nationaal inkomen in de jaren daarna weliswaar verdubbelen terwijl de ongelijkheid na het begin van de jaren negentig niet meer toenam maar de vergrote welvaart realiseerde zich hoofdzakelijk in de winsten, niet in het loon. De loonstijgingen waren net genoeg om de verliezen van de Tweede Oliecrisis goed te maken: in 2018 was de koopkracht van een gemiddeld Nederlands gezin net zo hoog als in 1977. Voor bepaalde consumptiegoederen werd dit gecompenseerd door prijsdalingen vanwege de goedkope Chinese import maar de snelle economische groei van China stuwde daarentegen de prijzen van olie, grondstoffen en voedsel steeds verder op en verstoorde de Amerikaanse betalingsbalans. Nadat het knappen van de internetzeepbel in 2000 al bewezen had dat de wereldeconomie nog steeds gevoelig was voor conjunctuurgolven, leidden de nieuwe onevenwichtigheden in het internationale financiële systeem in 2008 tot de bankencrisis gevolgd door de eurocrisis. De recessie deed de werkloosheid fors oplopen en dwong tot pijnlijke bezuinigingen. Tegelijkertijd daalden de pensioenuitkeringen en werd vanwege de vergrijzing de AOW-leeftijd steeds verder verhoogd terwijl de toegenomen inzet van flexwerk de bestaanszekerheid van grote groepen werknemers aantastte. Hoewel de Europese Centrale Bank door massale geldschepping en renteverlagingen de acute crisis wist te beteugelen, ontstond bij het grote publiek toch de indruk dat de globalisering in het algemeen en de EU in het bijzonder de diepere oorzaak waren van al die problemen. Het internationale bedrijfsleven en vooral de bankensector werd het verwijt gemaakt van zelfverrijking: hun bonuscultuur zou geprevaleerd hebben boven het nationale belang.
Als reactie tegen de als problematisch ervaren internationalisering kwam nu weer het nationalisme op. Dat beklemtoonde de nationale soevereiniteit. Het had ook een etnisch aspect: men vreesde een verlies van nationale identiteit door immigratie en de voortschrijdende verengelsing van taal en onderwijs. De hoogopgeleide kosmopolitische bovenlaag van de samenleving werd door het populisme als "elite" tegenover "het volk" gesteld. Bij het rechts-populisme kreeg het begrip volk een duidelijk etnisch karakter. Het duidde niet meer de "gewone mensen" aan maar inwoners van een Nederlandse etniciteit. De hoofdtegenstelling werd niet meer gemaakt met een bovenlaag maar een onderlaag van recente niet-westerse immigranten. De internationale en supranationale verdragen en organisaties waren in deze optiek vooral bezwaarlijk omdat ze het mogelijk maakten bestuur en wetgeving te toetsen aan universele mensenrechten die geen onderscheid tussen burgers toestonden enkel op grond van hun etnische afkomst.
Het eerdere verzuilde Nederland was in zekere zin een consensusdemocratie geweest. De verschillende zuilen bemoeiden zich niet met de interne aangelegenheden van andere religieuze groeperingen en ideologieën. Hun elites zorgden voor conflictreductie door in onderling overleg consensus te bereiken over een kernagenda van nationale vraagstukken. Tussen 1918 en 1994 waren christendemocratische middenpartijen onafgebroken deel van een regeringscoalitie.

### Cultuur

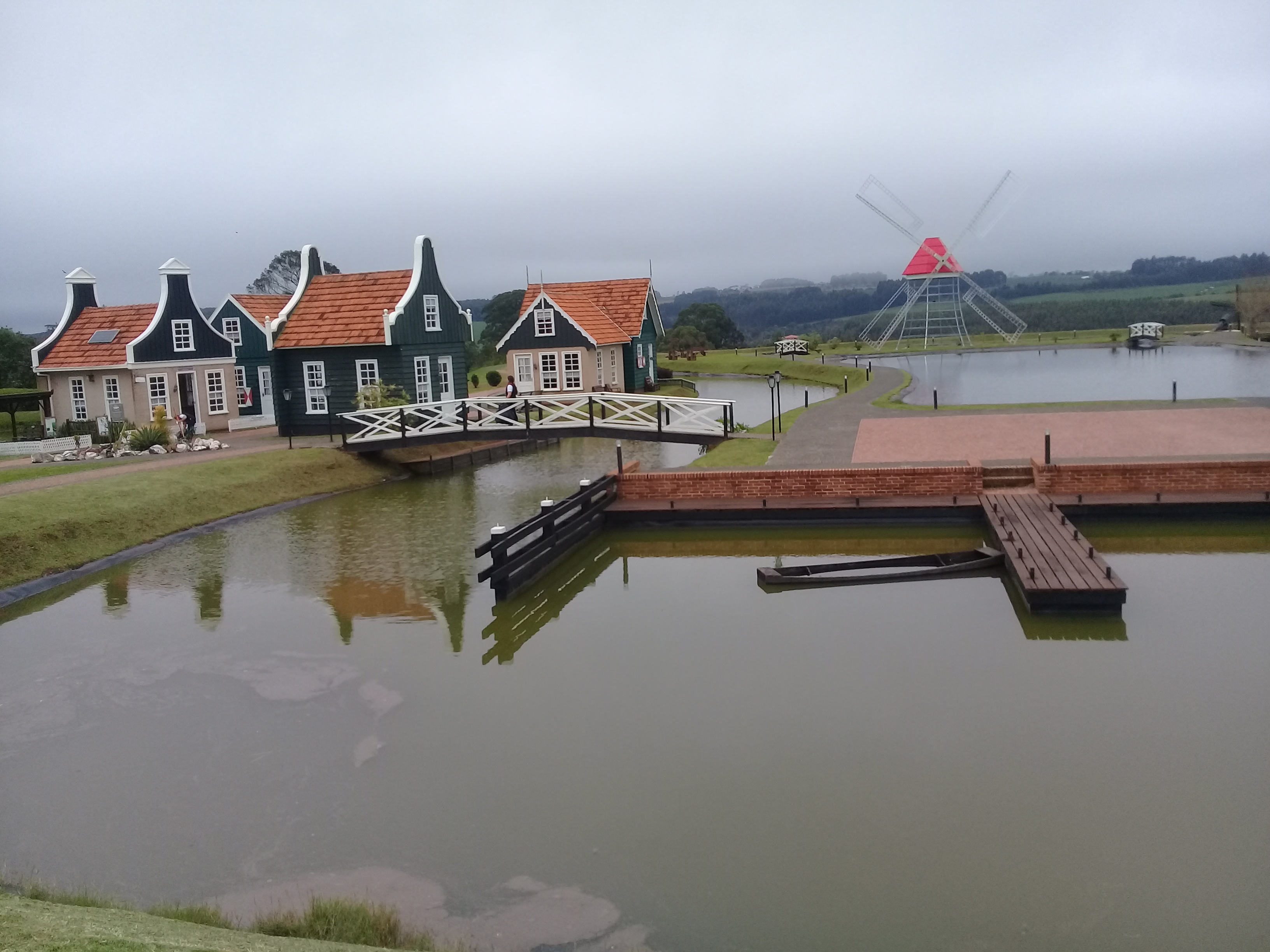
Zicht op de historische molen van Carambeí Historical Park en huizen in de Nederlandse architectuur aan de linkerkant

De Nederlandse cultuur kent vele facetten. Van architectuur tot instelling/ethiek van religie tot traditionele of vaak voorkomende gerechten.

#### Taal
Taal is een belangrijk, maar niet-essentieel bindmiddel binnen etnische groepen. De Nederlanders spreken in hoofdzaak een Germaanse taal. Doordat Nederland een nationale staat is waarbij de eenheidsstaat wordt versterkt door het bestaan van een standaardtaal, worden de meeste streektalen traditioneel als dialecten van het Nederlands beschouwd, hoewel ze zuiver taalkundig gezien tot het grote geheel der West-Germaanse dialecten behoren — waarvan de onderverdeling niets met de staatsgrenzen van doen heeft — en er tot in de negentiende eeuw een volmaakt dialectcontinuüm bestond met de Duitse dialecten: de staatsgrens was geen taalgrens. Doordat ook met België een dialectcontinuüm bestaat is de taal geen strikt onderscheidend criterium in het afgrenzen van de Nederlandse nationale identiteit.
Het Nederlands is historisch ook een belangrijk middel geweest voor culturele expansie van Nederlanders. Zo zijn de dialecten die in de oostelijke provincies van Nederland gesproken worden taalkundig gezien, hoewel nauw verwant, geen Nederlandse dialecten. Ze hebben echter sinds de middeleeuwen een zeer sterke Nederlandse invloed gekend. Samen met de socioculturele ontwikkeling van het gebied heeft dit ervoor gezorgd dat de mensen in deze regio's nu tot de Nederlandse etniciteit behoren. Bij veel Nederlandse emigranten en mogelijke nakomelingen leidt het eventuele verlies van de Nederlandse taal niet per se tot de-identificatie als zijnde Nederlander, al kan dit bij 'achterblijvers' wel dergelijke gevoelens oproepen.

#### Sociaal vlak

##### Maatschappelijke verhoudingen
Op sociaal vlak kan worden gesteld dat de Nederlandse cultuur erg vrouwelijk is. Dit betekent echter niet dat vrouwen dominant zijn binnen de cultuur (ofschoon Nederlandse gezinnen zeer matriarchaal ingesteld zijn) maar dat mannen en vrouwen (in veel gevallen) als elkaars gelijke worden beschouwd, en waar van een al te duidelijk rollenpatroon tussen man en vrouw geen sprake is. Dit in tegenstelling tot meer 'mannelijke' culturen als de Franse, Duitse of Poolse. Onder autochtone Nederlanders rijst dan ook regelmatig heftige kritiek op, al of niet terecht, veronderstelde vrouwonvriendelijke uitingen van andere culturen. Zo is het hoofddoekje gedragen door veelal islamitische vrouwen en meisjes een frequent discussiepunt en wordt door autochtonen vaak gezien als symbool van vrouwenonderdrukking. Hoewel mannen en vrouwen als gelijk worden beschouwd, moet worden opgemerkt dat er enkele vaste waarden of taboes te signaleren zijn en is er sprake van een zogenaamd 'gewillig' rollenpatroon waarin vrouwen doorgaans uit eigen beweging de zorg voor eventuele kinderen op zich nemen.

##### Communicatie
Communicatie onderling hangt af van een aantal factoren, maar in vrijwel alle gevallen wordt geacht dat de over te brengen informatie snel naar voren wordt gebracht. Het bij veel andere culturen voorkomende "voorgesprek", waarbij men eerst een algemeen gesprek houdt grotendeels ongerelateerd aan uiteindelijke intenties alvorens tot het kernpunt te komen, is over het algemeen niet of zeer beperkt aanwezig.
Bij communicatie waar er een duidelijk verschil in maatschappelijke of sociale status is tussen de gesprekspartners is het geboden om het gesprek formeel te beginnen; daarna is het aan de persoon met de meeste status om deze gecreëerde afstand wel of niet in stand te houden. Doorgaans gebeurt dit laatste snel, zo niet onmiddellijk. Hierbij wordt vrijwel altijd gebruikgemaakt van zelfrelativerende humor.
Wanneer men hulp nodig heeft, bijvoorbeeld uitleg of assistentie, is het gebruikelijk dat de vragende partij zichzelf verlaagt. Bijvoorbeeld door te zeggen "Kunt u mij hierbij helpen, want ik weet er zelf helemaal niks van af", "Kun je even helpen, mij lukt het niet" of "Zou u mij kunnen vertellen wat ( ... ), ik heb er zelf geen verstand van".
Complimenten worden spaarzaam gegeven, waarbij van al te veel overdrijving wordt afgezien. Daarnaast dienen complimenten door de ontvanger, in ieder geval gedeeltelijk, gerelativeerd, ontkracht of ontkend te worden, om niet zelf arrogant over te komen.
Geweld is een uitzondering in de Nederlandse cultuur, en heeft een negatief imago wanneer het op probleemoplossing aankomt. Zo kan het geweld gebruiken tegen vrouwen door mannen als cultureel taboe worden beschouwd, en kan rekenen op scherpe veroordeling. Tegelijkertijd wordt het incidenteel gebruik van (licht) geweld onder jongens doorgaans meer geaccepteerd, en gezien als behorende tot opgroeien. Onder volwassenen wordt geweld echter enkel als defensief middel aanvaard.
Na een eventueel conflict worden pogingen tot verzoening vaak privé gemaakt, met de belangrijkste betrokkene(n). Een openbaar excuus, waar ook onbetrokken mensen bij aanwezig zijn, wordt doorgaans als zeer vernederend ervaren.

##### Relaties
Verder is de Nederlandse cultuur vrij individualistisch van aard, waarbij het zwaartepunt van relaties wordt gelegd bij het directe gezin in plaats van de gehele familie. Daarbij komt het onderscheid dat niet bloedverwante familieleden (te verstaan aangetrouwde familie) een minder belangrijke rol innemen dan rechtstreekse familieleden.
Het is in de Nederlandse cultuur niet gebruikelijk dat ouders, wanneer op leeftijd, bij hun kinderen inwonen. Vaak wordt er dan uitgeweken naar een bejaardentehuis of thuishulp, waarbij de kinderen vaak wel een belangrijke rol spelen. Dit is geen plotselinge tendens, het is al eeuwen traditie dat er voor ouderen gezorgd wordt buiten het gezin van de kinderen. Zo zijn er in veel steden al sinds de vroege middeleeuwen zogenaamde hofjes te vinden, in de 18e eeuw verschenen de zogenaamde gasthuizen, die voorlopers waren van de moderne bejaardentehuizen.

#### Acceptatie en assimilatie
Een etnische groep is zeker geen gesloten gemeenschap, maar acceptatie als behorende tot een bepaalde etniciteit of assimilatie door een etnische groep is gebonden aan verschillende factoren. De meeste 'bagage' van etniciteit bestaat uit cultuur en gedrag, en is dus (aan) te leren. Er zijn echter ook genetische factoren die niet of enkel generatiegewijs te veranderen zijn.
Huidskleur speelt een rol wat betreft acceptatie binnen een ethnos. Dit heeft echter niets te maken met racisme, maar enkel met zelf-identificatie. Zonder hier een oordeel aan te binden heeft iedere persoon behorende tot een etnische groep, bewust of onbewust, een beeld van zijn of haar eigen groep. Bot gezegd gaat het erom of iemand 'voor Nederlander door kan gaan'; dit is tot op zekere hoogte persoonlijk bepaald. Overigens is ook huidskleur op den duur geen belemmering, aangezien de moderne Nederlandse cultuur over het algemeen niet afwijzend tegenover gemengde huwelijken staat, getuige de Indische Nederlanders, van wie de meesten van de jongste generaties niet of niet snel herkend worden als iemand van Indische afkomst. Opgemerkt moet worden dat mensen met een andere huidskleur, maar met kennis van taal en cultuur, doorgaans wel als volwaardig deel van de Nederlandse natie worden gezien.

### Culturele verschillen
Een voorbeeld van culturele verschillen tussen Nederland is tussen het protestantse Noorden en katholieke zuiden. Dit onderwerp wordt erg vaak besproken door historici, zoals Pieter Geijl (1887–1966) en Carel Gerretson (1884–1958). De historische pluriformiteit van het Nederlandse cultuurlandschap heeft aanleiding gegeven tot verschillende theorieën die erop gericht zijn culturele verschillen tussen verschillende regio's zowel te identificeren als te verklaren. Eén theorie, voorgesteld door A.J. Wichers in 1965, ziet verschillen in mentaliteit tussen de zuidoostelijke, 'hogere' en noordwestelijke, 'lagere' regio's binnen Nederland, en tracht deze te verklaren door te verwijzen naar de verschillende graden waarin deze gebieden tijdens de middeleeuwen gefeodaliseerd waren. .
Een andere, recentere culturele kloof is die tussen de Randstad, de stedelijke agglomeratie in het westen van het land en de andere provincies van Nederland.
In het Nederlands wordt de culturele scheiding tussen Noord en Zuid in de spreektaal ook wel aangeduid als "Boven en beneden de grote rivieren" omdat de Rijn en Maas ruwweg een natuurlijke grens vormen tussen de Noordelijke Nederlanders (de Nederlanders die ten noorden van deze rivieren wonen) en de Zuidelijke Nederlanders (die ten zuiden ervan wonen). De verdeeldheid wordt mede veroorzaakt door (traditionele) religieuze verschillen, waarbij het noorden overwegend protestant is en het zuiden een meerderheid van katholieken. Taalkundige (dialectische) verschillen (gepositioneerd langs de Rijn / Maas) En in mindere mate de historische economische ontwikkeling van beide regio's zijn ook belangrijke elementen bij eventuele ongelijkheid.
Op kleinere schaal is ook culturele pluriformiteit te vinden; zij het in lokale architectuur of (waargenomen) karakter. Dit brede scala aan regionale identiteiten gepositioneerd binnen zo'n relatief klein gebied, wordt vaak toegeschreven aan het feit dat veel van de huidige Nederlandse provincies de facto onafhankelijke staten waren voor een groot deel van hun geschiedenis, evenals aan het belang van lokale Nederlandse dialecten (die corresponderen vaak grotendeels met de provincies zelf) met de mensen die ze spreken.

#### Noord-Nederlandse cultuur
De Noord-Nederlandse cultuur wordt gekenmerkt door protestantisme. Hoewel velen tegenwoordig het protestantisme niet meer aanhangen, of slechts in naam deel uitmaken van een gemeente, zijn protestantse (of erdoor beïnvloede) waarden en gebruiken aanwezig. Over het algemeen kan worden gesteld dat de Noordelijke Nederlanders pragmatischer zijn, een directe benadering prefereren en een minder uitbundige levensstijl vertonen in vergelijking met Zuiderlingen. De Noordelijke Nederlanders hebben een dominante invloed gehad op de Nederlandse taal en cultuur sinds de val van Antwerpen. Ze gebruiken het demoniem 'Nederlands' voor het land waarin ze de meerderheid vormen, maar duiden er in feite de eigen Noord-Nederlandse cultuur mee aan. Taalkundig spreken Noorderlingen een van de Hollandse, Zeeuwse en Nedersaksische dialecten, of worden erdoor beïnvloed wanneer ze de standaardvorm van het Nederlands spreken. Economisch en cultureel was het traditionele centrum van de regio het gewest Holland, wat zich voortgezet heeft in de huidige Randstad Holland, hoewel dit gedurende een korte periode in de dertiende of veertiende eeuw meer naar het oosten lag, toen verschillende oostelijke steden zich aansloten bij de opkomende Hanze. Het gehele Noord-Nederlandse culturele gebied ligt in Nederland, de etnisch Nederlandse bevolking ervan wordt geschat op iets minder dan tien miljoen. De Noord-Nederlandse cultuur is minder beïnvloed door Franse invloeden dan het Zuid-Nederlandse cultuurgebied.

##### Friezen
Friezen, voornamelijk Westlauwer Friezen, zijn een etnische groep die aanwezig is in het noorden van Nederland, voornamelijk geconcentreerd in de provincie Friesland. In cultureel opzicht lijken de moderne Friezen en de (Noord-) Nederlanders nogal op elkaar. Het duidelijkste en over het algemeen belangrijkste verschil is dat Friezen naast het Nederlands ook Westerlauwers Fries spreken, een van de drie subtakken van de Friese talen. Zij ervaren dit vaak als een bepalend onderdeel van hun identiteit als Friezen. De Westlauwer Friezen maken deel uit van de Fryske Rie, opgericht in 1956, die zich inzet voor het bevorderen en ontwikkelen van taalkundige en culturele banden in het wijde gebied van Friesland. De raad roept ook de Duitse en Nederlandse regering op om de taal en cultuur in de respectievelijke regio's te promoten. Volgens een onderzoek uit 1970 identificeerden Westlauwer Friezen zich meer met de Nederlanders dan met Oost-Friezen of Noord-Friezen. Uit een onderzoek in 1984 bleek dat 39% van de inwoners van Friesland zichzelf "in de eerste plaats Fries" achtte, maar zonder uit te sluiten dat ze ook Nederlands waren. Nog eens 36 procent beweerde Nederlands te zijn, maar ook Fries, de overige 25% zag zichzelf alleen Nederlander. Toch worden Friezen in de Nederlandse officiële statistieken niet ondubbelzinnig van het Nederlandse volk onderscheiden. Sommige Westlauwer Friezen onderhouden culturele banden met de andere Friese groepen in nabije gebieden en over landsgrenzen heen.

#### Zuid-Nederlandse cultuur
Zuid-Nederland bestaat doorgaans uit de gebieden waar de bevolking traditioneel katholiek was. Tijdens de vroege middeleeuwen tot aan de Nederlandse Opstand waren de zuidelijke regio's machtiger, maar ook cultureel en economischer ontwikkeld. Aan het einde van de Nederlandse Opstand werd het duidelijk dat de Habsburgers het noorden niet konden heroveren, terwijl het leger van het noorden te zwak was om het zuiden te veroveren, dat onder invloed van de contrareformatie een politiek en eigen culturele identiteit. De Zuidelijke Nederlanders, waaronder Nederlands Brabant en Limburg, bleven katholiek of keerden terug naar het katholicisme. De Nederlandse dialecten die door deze groep worden gesproken, zijn Brabants, Zuid-Gelders, Limburgs en Oost- en West-Vlaams. In Nederland is een vaak gebruikt adagium dat wordt gebruikt om deze culturele grens aan te geven de uitdrukking boven / onder de rivieren (Nederlands: boven / onder de rivieren), waarin 'de rivieren' verwijzen naar de rivier de Rijn en de Maas. De Zuid-Nederlandse cultuur is meer beïnvloed door de Franse cultuur, in tegenstelling tot het Noord-Nederlandse cultuurgebied.

##### Vlamingen
Op het gebied van etnografie wordt betoogd dat de Nederlandstalige bevolking van Nederland en België een aantal gemeenschappelijke kenmerken heeft, met een grotendeels gedeelde taal, een aantal in het algemeen vergelijkbare of identieke gebruiken, en zonder duidelijk gescheiden voorouderlijke oorsprong of oorsprongsmythe .
De populaire perceptie dat het een enkele groep is, varieert echter sterk, afhankelijk van het onderwerp, de plaats en de persoonlijke achtergrond. Over het algemeen zullen de Vlamingen zich zelden identificeren als Nederlander en vice versa, zeker niet op nationaal niveau. Dit wordt deels veroorzaakt door de populaire stereotypen in zowel Nederland als Vlaanderen, die veelal gebaseerd zijn op de "culturele extremen" van zowel de Noordelijke als de Zuidelijke cultuur, ook in religieuze identiteit. Hoewel deze stereotypen de neiging hebben om het overgangsgebied gevormd door de zuidelijke provincies van Nederland en de meeste noordelijke uithoeken van België te negeren, wat resulteert in overgeneralisaties. Deze zelf waargenomen verdeeldheid tussen Vlamingen en Nederlanders, ondanks de gemeenschappelijke taal, kan worden vergeleken met hoe Oostenrijkers zichzelf niet als Duitsers beschouwen, ondanks de overeenkomsten die ze delen met Zuid-Duitsers zoals Beieren. In beide gevallen zien de katholieke Oostenrijkers en Vlamingen zichzelf niet als de delen van de fundamenteel protestantse identiteit van hun noordelijke tegenhangers.
In het geval van België is er de toegevoegde invloed van nationalisme, aangezien de Nederlandse taal en cultuur werden onderdrukt door de Franstalige regering. Dit werd gevolgd door een nationalistische reactie tijdens de late 19e en vroege 20e eeuw die weinig hulp zag van de Nederlandse regering (die lange tijd na de Belgische Revolutie een terughoudende en controversiële relatie had met het nieuw gevormde België en een grotendeels onverschillige houding tegenover zijn Nederlandstalige inwoners) en richtte zich daarom op het plaatsen van de 'Vlaamse' cultuur tegenover de Franse cultuur, wat resulteerde in de vorming van de Vlaamse natie in België, waarvan het bewustzijn zeer uitgesproken kan zijn bij sommige Nederlandstalige Belgen.

## Religie
Nederlanders waren traditioneel christelijk, waarbij de totale populatie ruwweg onder te verdelen was over de katholieke en protestantse (vooral calvinistische) stromingen hierbinnen. Ruwweg kan gezegd worden dat het gebied ten zuiden van de grote rivieren van Nederland (uitgezonderd de provincie Zeeland, met uitzondering van Zeeuws-Vlaanderen) overwegend katholiek was, terwijl het gebied ten noorden hiervan protestants was. In praktijk is de meerderheid niet-gelovig. Het minst religieus zijn inwoners van de provincies Groningen, Friesland en Noord-Holland. Er wonen enkele tienduizenden gelovige joden in Nederland.
Door de toename van het aantal allochtonen, zijn er nieuwe religies in Nederland bijgekomen zoals het hindoeïsme, boeddhisme en de islam. Ook is het aantal christenen afgenomen door de ontkerkelijking in de tweede helft van de 20e eeuw, anno 2010 is de helft van de Nederlanders niet christelijk.

## Nederlandse (deel)etniciteit buiten Europa
De ontwikkeling van de Lage Landen, en dan vooral Nederland, heeft ertoe geleid dat er in het verleden verschillende grote emigratiegolven zijn geweest. Dit heeft geleid tot een veelvoud van interactie en culturele beïnvloeding van, en door, andere volkeren, alsook het ontstaan van nieuwe, (vaak culturele) identiteiten. Zo leven er vandaag de dag buiten Europa ongeveer 11 miljoen mensen van (vrijwel altijd gedeeltelijke) Nederlandse afkomst.
De meeste in Zuid-Afrika (ca. 5 miljoen), de Verenigde Staten (ca. 5 miljoen), Canada (ca. 1 miljoen) en Australië (ca. 270.000). Veel van deze mensen worden doorgaans niet (meer) als volledig Nederlander beschouwd.

### Afrika

##### Afrikaners
Onder Afrikaners worden de blanke Afrikaans-sprekende inwoners van Zuid-Afrika en Namibië verstaan. De meeste Afrikaners hebben Nederlandse of enkele Nederlandse voorouders, maar zijn daarnaast, zij het in mindere mate, ook van Waalse, Franse (hugenoten) en Duitse afkomst. Deze laatste vooral uit het Rijnland en de Palts. Hun taal, het Afrikaans, is een halfcreool met het Nederlands (vooral Zeeuws/West-Vlaams en Hollands) als basis, en daarnaast invloeden uit het Maleis en de Khoisantalen. Het Afrikaans en Nederlands zijn in zeer grote mate wederzijds verstaanbaar, zowel gesproken als geschreven, al levert dit laatste voor Afrikaners meer problemen op dan voor Nederlandstaligen. Afrikaners hebben daarnaast een sterk natiegevoel ontwikkeld door de Boerenoorlogen tegen Groot-Brittannië, en ook als gevolg van de segregatie tijdens het apartheidstijdperk.

##### Basters

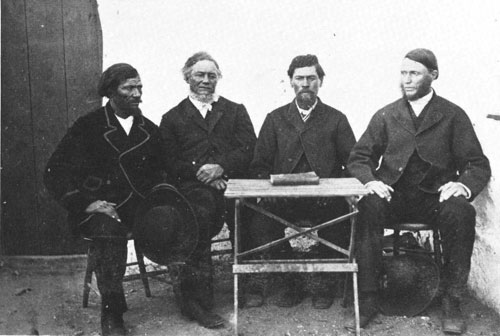
Eerste Basterraad in 1872.

De Basters (een verbastering van het Nederlandse bastaard) zijn een bevolkingsgroep die vooral in Namibië woont. Het zijn de nakomelingen van Nederlandse kolonisten/boeren, en de lokale Khoisanbevolking. De meeste Basters spreken, net als de Afrikaners, Afrikaans, al spreekt een deel ook Engels als eerste taal. De Basters zijn over het algemeen zeer calvinistisch qua geloof. In het vroegere koloniale bestel namen de Basters een sociale rang in tussen de zwarte en blanke bevolking, en waren ingesteld op de Nederlandse cultuur. Veel hebben er dan ook Nederlandse voor- en achternamen. Zo heten de personen op de hier rechts getoonde foto van de eerste Basterraad, een soort vroeg sociaal-cultureel overlegorgaan, respectievelijk (v.l.n.r.) Paul Diergaardt, Jacobus Mouton, Hermanus van Wyk, en Christoffel van Wijk.

##### Griekwa
Net als de Basters zijn de Griekwa in Zuid-Afrika nakomelingen van Nederlanders en Khoisan. De Griekwa stichtten onder leiding van hun kapitein (kaptyn) Adam Kok I een eigen gemeenschap Basters die rond het jaar 1800 de Oranjerivier overstaken. In het binnenland van Zuid-Afrika stichtten ze hun eigen rivaliserende Griekwastaten die slechts voortleven in plaatsnamen als Griekwastad en Kokstad. Tegenwoordig zijn de Griekwa grotendeels geïntegreerd met de andere kleurlingen van Zuid-Afrika.

### Caraïben en Zuid-Amerika

##### Surinamers
De bevolking van Suriname is zeer divers, en in de geschiedenis van het land zijn verschillende bevolkingsgroepen naar het Suriname gekomen. Veel Surinamers, en dan vooral de creolen, hebben vaak ook Nederlandse voorouders, en spreken Nederlands.
De Boeroes zijn in Suriname wonende nazaten van Nederlandse arbeiders en boeren die halverwege de 19e eeuw naar Suriname trokken.

##### Antillianen en Arubanen
De bevolking van de voormalige Nederlandse Antillen en Aruba bestaat voornamelijk uit creolen. Zij hebben, net als de creolen in Suriname, vaak ook Nederlandse voorouders. Een verschil met de bevolkingsgroepen in Suriname is dat het Nederlands minder gesproken wordt. Men spreekt voornamelijk Papiaments op Aruba, Curaçao en Bonaire, en Engels op Sint Maarten, Sint Eustatius en Saba.

### Azië

##### Indische Nederlanders
Indonesië (tot 1945-1949) en Nieuw-Guinea (tot 1963) waren Nederlandse kolonies. Nederlanders en andere Europeanen in Indonesië, van wie veel militairen, trouwden met en/of verwekten kinderen bij inlandse vrouwen. Deze Indische Nederlanders stonden destijds op de sociale ladder tussen de 'gewone' inlanders en Nederlanders in.
Door het soevereiniteitsverdrag met Indonesië in 1949 werden sommige Indische Nederlanders gedwongen om te kiezen tussen het aanvragen van Nederlanderschap of behoud van de Indonesische nationaliteit die hen werd toegewezen, omdat ze zich niet konden beroepen op de wet van 1892 die het Nederlanderschap regelde. Diegenen die de Nederlandse nationaliteit hadden of verkozen, verhuisden voor 85-90% naar Nederland. De schatting is dat de restgroep vooral naar de Verenigde Staten ging, in mindere mate naar Australië en Canada en andere landen (al dan niet via een kort verblijf in Nederland). Een onbekende grote groep Indische Nederlanders bleef in Indonesië.

### Noord-Amerika en Australië

##### Nederlandse Amerikanen
Al in de 16e eeuw zijn er Nederlanders naar de Nederlandse koloniën in Noord-Amerika verhuisd, gebieden die later onderdeel zouden zijn van de Verenigde Staten. Onder Nederlandse Amerikanen worden personen verstaan die woonachtig zijn in de Verenigde Staten en in het bezit zijn van volledig Nederlandse of gedeeltelijk Nederlandse achtergrond. Uit onderzoek blijkt dat er meer dan 5 miljoen Amerikanen van Nederlandse afkomst zijn. De grootste gemeenschappen Nederlanders wonen in Californië, Iowa, Pennsylvania, Michigan en New York. De eerste president die niet van Britse afkomst was, was Martin van Buren, wiens moedertaal Nederlands was.

##### Nederlandse Canadezen
Nederlandse immigratie naar Canada begon later dan die naar de Verenigde Staten. Vooral na de Tweede Wereldoorlog zijn veel Nederlanders naar Canada geëmigreerd. Vaak in de vorm van gezinnen, maar ook in de vorm van de zogenaamde oorlogsbruiden; Nederlandse meisjes die verliefd waren geworden op een Canadese bevrijder. Vandaag de dag wonen er iets minder dan één miljoen mensen met volledige of gedeeltelijke afkomst in Canada.

##### Nederlandse Australiërs
Gelijktijdig met de immigratie naar Canada vond ook de emigratie naar Australië, en in mindere mate ook Nieuw-Zeeland, plaats. Ongeveer 270.000 Australiërs (van wie 40.000 derde generatie) hebben een Nederlandse achtergrond.

## Inheemse etniciteiten binnen Nederland

### Friezen
Binnen Nederland vormen de Friezen een inheemse minderheid. Hoewel het gebied met Friese bewoning in de middeleeuwen groter was, bevinden ze zich vandaag de dag vooral in de noordelijke provincie Friesland. Het Fries is een officiële taal in Nederland, en mag daardoor ook in officiële instanties worden gesproken, zoals een rechtszaal. Friezen hebben een eigen cultuur, ook al is deze historisch gezien sterk op de Noord-Nederlandse georiënteerd geweest, en is nog duidelijk aanwezig. Er is wel veel Nederlandse invloed op de Friezen en hun taal geweest. De meeste Friezen beschouwen zich naast Fries ook vol lid van de Nederlandse samenleving en natie. In Nederland is de Friese cultuur nooit echt onderdrukt geweest. De Friese taal werd in het verleden niet gesproken of erkend in de hogere bestuurlijke organen van Friesland, maar van gecontroleerde en intentionele acties tegen de taal, zoals dit in het verleden met het Oost-Fries in Duitsland en met minderheidstalen in Frankrijk is gebeurd, is nooit sprake geweest.